# Liste der Tomatensorten/M
Erläuterungen und Quellen: Siehe Hauptartikel!
| Tomatensorte | Bild | Beschreibung | Quellen                         |
| --- | ---- | --- | ------------------------------- |
| M 07 |      | | j                               |
| M 09 |      | | j                               |
| M 1 |      | Züchter: Produkcja I Hodowla Roslin Ogrodniczych Krzeszowice Sp. Z O.O. | j                               |
| M 1001 |      | | j                               |
| M 1101 |      | | j                               |
| M 1103 |      | | j                               |
| M 1199 |      | | j                               |
| M 14 |      | | j                               |
| M 16 |      | | j                               |
| M 19 |      | | j                               |
| M 2002 |      | | j                               |
| M 2023 |      | | j                               |
| M 2099 |      | | j                               |
| M 25 |      | | j                               |
| M 2683 |      | | j                               |
| M 2699 |      | | j                               |
| M 28 |      | | j                               |
| M 3003 |      | | j                               |
| M 33 |      | | j                               |
| M 333 |      | | j                               |
| M 38 |      | | j                               |
| M 4004 |      | | j                               |
| M 41 |      | | j                               |
| M 444 |      | | j                               |
| M 55 |      | | j                               |
| M 555 |      | | j                               |
| M 59 |      | | j                               |
| M 6006 |      | | j                               |
| M 69 |      | | j                               |
| M 7007 |      | | j                               |
| M 71 |      | | j                               |
| M 7111 |      | | j                               |
| M 74 |      | | j                               |
| M 79 |      | | j                               |
| M 8008 |      | | j                               |
| M 89 |      | | j                               |
| M 9009 |      | | j                               |
| M. C. Stapey |      | | c, d                            |
| Maascross |      | | j, o                            |
| Mabel |      | | j                               |
| Mabrouka |      | | j                               |
| Mac Pink |      | | c, d, f, g, h                   |
| Macarena |      | Züchter: Semillas Fito, S.A. | j                               |
| Macdowel |      | | c, d                            |
| Macero II |      | | c, j                            |
| Macho |      | Züchter: Panchev Yurij Ivanovich, Panchev Yurij Yurievich, Tarasov Yurij Dmitrievich | j                               |
| Machu Picchu |      | | c, d                            |
| Macizo Montserrat                                                                                                   |      | | d                               |
| Maclivostocki |      | | c, e, g, h, m                   |
| Macra |      | | g, h                            |
| Macrocarpa |      | | g, h                            |
| Macrosepala |      | | g, h                            |
| Macsin |      | Züchter: Hazera Seeds | j, o                            |
| Maculata |      | | g, h                            |
| Maculosa |      | | g, h                            |
| Macumba |      | Züchter: Tezier Sa (Fr) | j                               |
| Madagaskar (oder: Madagascar)                                                                                       |      | Züchter: Domaine Public (Fr) | c, d, f, j, m                   |
| Madam |      | | j                               |
| Madame Jardel's Black                                                                                               |      | | c, d                            |
| Madara |      | | c, d, e, g, h, n                |
| Madeer |      | | j                               |
| Madeira |      | Züchter: Vikima Seed A.S. | j                               |
| Madejra |      | Züchter: Ognev Valerij Vladimirovich, Maksimov Sergej Vasilievich, Klimenko Nikolaj Nikolaevich, Kostenko Aleksandr Nikolaevich, Sergeev Vladimir Valerievich | j                               |
| Madeleine |      | Züchter: Gawish, Naomi | j, o                            |
| Madelia |      | Züchter: Hebrew Uni/Hazera | j, o                            |
| Madera |      | Züchter: Gavrish Sergej Fedorovich, Volok Olga Anatolievna, Kapustina Raisa Nikolaevna, Gladkov Dmitrij Sergeevich, Korol Valentin Grigorievich, Korostelev Aleksej Aleksandrovich, Shishkin Boris Vladimirovich, Volkov Aleksandr Aleksandrovich, Semenova Anna Nikolaevna, Artemieva Galina Mihajlovna, Filimonova Yuliya Alekseevna, Redichkina Tatiyana Aleksandrovna | j                               |
| Madison |      | Züchter: Novartis Seeds Bv (Nl) | j, o                            |
| Madison County |      | | c, d                            |
| Madlena |      | Züchter: Egiyan Madlena Egishevna, Goryajnova Olga Dmitrievna, Novikov Boris Nikolaevich | j                               |
| Madlin |      | Züchter: Anthokipeftiki S.A. | j                               |
| Madona |      | Züchter: Institut National De La Recherche Agronomique (Fr) | j                               |
| Madonna |      | Züchter: Ognev Valerij Vladimirovich, Maksimov Sergej Vasilievich, Klimenko Nikolaj Nikolaevich, Kostenko Aleksandr Nikolaevich | j                               |
| Madrigal |      | | g, h                            |
| Madrila |      | | j                               |
| Madura |      | | j                               |
| Madyta |      | Züchter: Rijk Zwaan Z.Z. B.V. | j, o                            |
| Maestria |      | Züchter: Graines Gautier Sa (Fr) | a, c, j, m                      |
| Maestro |      | Züchter: Graines Gautier Sa (Fr). Dubinin Sergej Vladimirovich, Kirillov Mihail Ivanovich | j                               |
| Maeva |      | Züchter: Rijk Zwaan | j, o                            |
| Maeva F1 |      | | j, o                            |
| Magallanes |      | Züchter: Rijk Zwaan Zaadteelt En Zaadhandel B.V. | j, o                            |
| Magda |      | | j                               |
| Magdcenc |      | Züchter: Vilmorin S.A. | j, o                            |
| Magellan Burgess Purple                                                                                             |      | | c, d                            |
| Magellano |      | Züchter: Isi Sementi Spa | j                               |
| Magenta |      | | j                               |
| Maggie |      | Züchter: Hazera Seeds Ltd | j, o                            |
| Maggiestar |      | Züchter: Hazera Seeds Ltd. | j, o                            |
| Maggy |      | | j                               |
| Magic |      | | e, g, h, j                      |
| Magic Trick |      | | c, d                            |
| Magician |      | | g, h                            |
| Magico |      | Züchter: Syngenta Seeds B.V. | j                               |
| Magik |      | Züchter: Geneplanta | j                               |
| Magiqo |      | | c, f                            |
| Mágiqo |      | | d                               |
| Magiquo |      | | e                               |
| Magis |      | Züchter: Cirio Ricerche S.C.P.A. | j                               |
| Magistr |      | Züchter: Borisov Aleksandr Vladimirovich, Nalizhityj Vladimir Maksimovich, Skachko Vladislav Aleksandrovich, Zhemchugov Dmitrij Vyacheslavovich | j                               |
| Magistra |      | | j                               |
| Magistral |      | Züchter: Ignatova Svetlana Ilyinichna, Gorshkova Nina Sergeevna, Tereshonkova Tatiyana Arkadievna | j                               |
| Maglia Rosa (oder: Maglia Rossa)                                                                                    |      | | c, d, e, f, j                   |
| Magma |      | | j                               |
| Magnat |      | | c, d, j                         |
| Magnate |      | | j                               |
| Magnetic |      | Züchter: Hazera Genetics | j, o                            |
| Magnif Olympica |      | | c, d, g, h                      |
| Magnif Potente |      | | c, d, g, h                      |
| Magnific |      | Züchter: Rijk Zwaan Zaadteelt En Zaadhandel Bv (Nl) | j                               |
| Magnifico |      | | o                               |
| Magnífico |      | | j                               |
| Magnit |      | Züchter: Alekseev Yurij Borisovich | j                               |
| Magnitude |      | Züchter: Rijk Zwaan Zaadteelt En Zaadhandel B.V. | j, o                            |
| Magno |      | Züchter: Peotec Seeds Srl | j                               |
| Magnolia |      | Züchter: Gawish, Naomi | j, o                            |
| Magnum |      | | c, e, j, k                      |
| Magnum 44 |      | Züchter: Mashtakov Aleksej Alekseevich, Mashtakova Anna Harlampievna, Mashtakov Nikolaj Alekseevich, Mashtakova Liliya Ivanovna | j                               |
| Magnum 955 |      | | j                               |
| Magnum Beefsteak |      | | d                               |
| Magnum Bonum |      | | c, f, g, h                      |
| Magnus |      | Züchter: Alekseev Yurij Borisovich | c, d, j, k, o                   |
| Maguy |      | | c, d, e                         |
| Magyar Piros Boker                                                                                                  |      | | c, d                            |
| Magyar Piroska |      | | c, d, f                         |
| Maha |      | | j                               |
| Mahalaxmi |      | Züchter: Krishidhan Seeds Europe B.V. | j                               |
| Maharal |      | | j                               |
| Mahitos |      | Züchter: Rijk Zwaan Welver, D | j                               |
| Mahlas |      | | j                               |
| Mai |      | Züchter: Maia Raudseping 80 %, Valve Jaagus 20 % | j                               |
| Maica |      | Züchter: Seminis Veget.Seeds Inc | j, o                            |
| Maiden's Fire |      | | d                               |
| Maiden's Gold |      | | c, d                            |
| Maiden's Kiss |      | | c, d                            |
| Maiglöckchen (oder: Brin)                                                                                           |      | | c, e, g, h, n                   |
| Maike |      | Züchter: Maia Raudseping 80 %, Valve Jaagus 20 % | c, j, k, o                      |
| Main Crop Pink |      | | c, d                            |
| Maindor |      | Züchter: Clause Semences Sa (Fr) | j                               |
| Mainpak |      | | j                               |
| Mainque Inta |      | Züchter: Eea Alto Valle | j                               |
| Mainstay |      | | j, o                            |
| Maiori |      | | j                               |
| Maite F1 |      | Züchter: Intersemillas | j, o                            |
| Maj 0112 |      | Züchter: Sakata Seed Corporation | j, o                            |
| Maja |      | Züchter: Advanta GmbH | c, d, e, g, h, j, o             |
| Majak |      | | g, h                            |
| Majd |      | | j                               |
| Majdan |      | Züchter: Gavrish Sergej Fedorovich, Morev Viktor Vasilievich, Amcheslavskaya Elena Valentinovna, Degovtsova Tatiyana Vladimirovna, Volok Olga Anatolievna | j                               |
| Majestic |      | Züchter: Nickerson Zwaan B.V. (Nl) | j                               |
| Majestik |      | Züchter: Clause (Fr) | j                               |
| Majesty |      | | j                               |
| Majorca |      | Züchter: Les Graines Caillard Sa (Fr) | j                               |
| Majorero |      | | j                               |
| Majori |      | Züchter: Isi Sementi Spa | j                               |
| Majorita |      | | j                               |
| Majskij |      | Züchter: Avdeev Yurij Ivanovich, Kigashpaeva Olga Petrovna, Ivanova Lyudmila Mihajlovna, Avdeev Andrej Yurievich | j                               |
| Makalu |      | | j                               |
| Makar |      | Züchter: Tarasov Yurij Dmitrievich | j                               |
| Makarena |      | Züchter: Syngenta Seeds B.V., Westeinde 62 1600 Aa Enkhuizen, Netherlands | j, o                            |
| Makari |      | | j                               |
| Makedonia |      | Züchter: Hao-Demeter Agricultural Research Center Of Macedonia And Thrace (Arcomat) | j                               |
| Makri |      | | j                               |
| Makrista |      | Züchter: Makovei, Milania, Md, Guseva, Liudmila, Md, Beleaev, Pavel, Md, Botnari, Vasile, Md, Lupascu, Galina, Md | j, o                            |
| Maks |      | Züchter: Zhidkova Valentina Andreevna, Mihed Valentina Stepanovna, Arhipova Tatiyana Petrovna, Korchagin Vladimir Vasilievich, Maksimov Sergej Vasilievich, Sivashinskij Iosif Vasilievich | j                               |
| Maksimiliyan |      | Züchter: Verschave Philippe | j                               |
| Maksimka |      | Züchter: Tarasenkov Ivan Illarionovich, Bekov Rustam Hizrievich | c, d, j                         |
| Maksimus |      | | j                               |
| Mal' Va |      | Züchter: Panchev Yurij Ivanovich, Panchev Yurij Yurievich | j                               |
| Mal'Vina |      | Züchter: Tereshonkova Tatiyana Arkadievna, Klimenko Nikolaj Nikolaevich, Kostenko Aleksandr Nikolaevich | j                               |
| Mala Bishka |      | | c, d                            |
| Malachitgrüne Schatulle (oder: Malahitovaya Shkatulka. Malakhitovaya Shkatulka. Malakhitowaja Shkatulka)            |      | Herkunft: Nowosibirsk, Russland. Reifezeit: 70 Tage. Grüngelbe Fleischtomate. Geschmack: süß, melonenähnlich. Fruchtgewicht: etwa 800 g. Züchter: Dederko Vladimir Nikolaevich, Postnikova Olga Valentinovna | a, c, d, e, f, j                |
| Malaga |      | | j                               |
| Malama |      | Züchter: Hollar Seed Co. | j                               |
| Malang |      | | c                               |
| Malawi |      | Züchter: Clause Semences Sa (Fr) | j                               |
| Malchik-S-Palchik                                                                                                   |      | Züchter: Lukiyanenko Anatolij Nikitovich, Dubinin Sergej Vladimirovich, Dubinina Irina Nikolaevna | j                               |
| Malcolm Lincoln |      | | c                               |
| Male Cukrove |      | | c, g, h                         |
| Malek |      | Züchter: Kachajnik Vladimir Georgievich, Gul'Kin Mihail Nikolaevich, Karmanova Olga Alekseevna, Matyunina Svetlana Vladimirovna | j                               |
| Malen'Kij Prints |      | Züchter: Farber Vladimir Vladimirovich, Smirnova Elena Anatolievna | j                               |
| Maleria |      | | c, d                            |
| Malets |      | Züchter: Kondratieva Irina Yurievna, L'Vova Alina Yurievna, Ahmedova Bade Abdulovna | j                               |
| Malevo |      | | j                               |
| Malfo |      | | j, o                            |
| Malibu |      | Züchter: Gavrish Sergej Fedorovich, Morev Viktor Vasilievich, Amcheslavskaya Elena Valentinovna, Volok Olga Anatolievna, Kapustina Raisa Nikolaevna, Artemieva Galina Mihajlovna, Redichkina Tatiyana Aleksandrovna, Kibanova Nataliya Nikolaevna | j                               |
| Malika |      | Züchter: Alekseev Yurij Borisovich | j                               |
| Malike |      | Züchter: Tezier (Fr) | j                               |
| Malinche |      | Züchter: Seminis Vegetable Seeds Inc. | j                               |
| Malinda |      | | f                               |
| Malinea |      | Züchter: Hazera Seeds B.V. | j                               |
| Maliniak |      | Züchter: Plantico Hodowla I Nasiennictwo Ogrodnicze Swietoslaw Sp. Z O.O. | c, j                            |
| Malinka |      | Züchter: Kondratieva Irina Yurievna, Kandoba Elena Evgenievna, Pavlov Leonid Vasilievich | c, d, j, n                      |
| Malinovaya Grusha                                                                                                   |      | | d                               |
| Malinovaya Krasa |      | Züchter: Panchev Yurij Ivanovich, Panchev Yurij Yurievich, Tarasov Yurij Dmitrievich | j                               |
| Malinovaya Kubyshka                                                                                                 |      | Züchter: Lukiyanenko Anatolij Nikitovich, Dubinin Sergej Vladimirovich, Dubinina Irina Nikolaevna | j                               |
| Malinovaya Rapsodiya                                                                                                |      | Züchter: Nastenko Nataliya Viktorovna, Kachajnik Vladimir Georgievich, Gul'Kin Mihail Nikolaevich | j                               |
| Malinovaya Sladost                                                                                                  |      | Züchter: Kudryashov Andrej Vasilievich | j                               |
| Malinovaya Zarya |      | Züchter: Avdeev Yurij Ivanovich, Kigashpaeva Olga Petrovna, Ivanova Lyudmila Mihajlovna, Avdeev Andrej Yurievich | j                               |
| Malinove |      | | g, h                            |
| Malinovji Charodei                                                                                                  |      | | c                               |
| Malinovji Surpriz                                                                                                   |      | | c                               |
| Malinovka |      | Züchter: Avdeev Yurij Ivanovich, Kigashpaeva Olga Petrovna, Ivanova Lyudmila Mihajlovna, Avdeev Andrej Yurievich | d, j                            |
| Malinovki |      | | c                               |
| Malinovoe Chudo |      | | d                               |
| Malinovoe Oblachko                                                                                                  |      | Züchter: Ignatova Svetlana Ilyinichna, Gorshkova Nina Sergeevna, Filonova Galina Nikolaevna, Tereshonkova Tatiyana Arkadievna | j                               |
| Malinovoe Vino |      | Züchter: Stepanov Vladimir Vasilievich | j                               |
| Malinovy |      | | c                               |
| Malinovy Ozarovski                                                                                                  |      | | f                               |
| Malinovy Ozharovski                                                                                                 |      | Züchter: Jasinska Danuta | j                               |
| Malinovy Tsvet |      | | e                               |
| Malinovye |      | | d                               |
| Malinovyi Charodei                                                                                                  |      | | d                               |
| Malinovyi Gigant |      | | d                               |
| Malinovyi Rog |      | | d                               |
| Malinovyi Surpriz                                                                                                   |      | | d                               |
| Malinovyi Tsvet |      | | d                               |
| Malinovyi Zvon |      | | d                               |
| Malinovyj Gigant |      | Züchter: Lukiyanenko Anatolij Nikitovich, Dubinin Sergej Vladimirovich, Dubinina Irina Nikolaevna | j                               |
| Malinovyj Globus |      | Züchter: Avdeev Yurij Ivanovich, Kigashpaeva Olga Petrovna, Ivanova Lyudmila Mihajlovna, Avdeev Andrej Yurievich, Dzhabrailova Vera Yurievna | j                               |
| Malinovyj Med |      | Züchter: Kandoba Elena Evgenievna, Kandoba Aleksej Viktorovich | j                               |
| Malinovyj Olbzhim (oder: Malinowy Olbrzym)                                                                          |      | Züchter: Pnos Przedsiebiorstwo Nasiennictwa Ogrodniczego I Szkolkarstwa 05 850 Ozarow Mazowiecki, Ul.Zeromskiego 3, Poland | j, o                            |
| Malinovyj Ozharovskij                                                                                               |      | Züchter: Pnos Przedsiebiorstwo Nasiennictwa Ogrodniczego I Szkolkarstwa 05 850 Ozarow Mazowiecki, Ul.Zeromskiego 3, Poland | j, o                            |
| Malinovyj Raj |      | Züchter: Stepanov Vladimir Vasilievich | j                               |
| Malinovyj Rassvet                                                                                                   |      | Züchter: Ognev Valerij Vladimirovich, Hovrin Aleksandr Nikolaevich, Korchagin Vladimir Vasilievich, Tereshonkova Tatiyana Arkadievna | j                               |
| Malinovyj Shar |      | Züchter: Avdeev Yurij Ivanovich, Kigashpaeva Olga Petrovna, Ivanova Lyudmila Mihajlovna, Avdeev Andrej Yurievich | j                               |
| Malinovyj Silach |      | Züchter: Nastenko Nataliya Viktorovna, Kachajnik Vladimir Georgievich, Gul'Kin Mihail Nikolaevich, Karmanova Olga Alekseevna | j                               |
| Malinovyj Slon |      | Züchter: Gavrish Sergej Fedorovich, Kapustina Raisa Nikolaevna, Gladkov Dmitrij Sergeevich, Volkov Aleksandr Aleksandrovich, Semenova Anna Nikolaevna, Artemieva Galina Mihajlovna, Filimonova Yuliya Alekseevna, Redichkina Tatiyana Aleksandrovna | j                               |
| Malinovyj Velikan                                                                                                   |      | Züchter: Nastenko Nataliya Viktorovna, Kachajnik Vladimir Georgievich, Gul'Kin Mihail Nikolaevich | j                               |
| Malinovyj Vikonte                                                                                                   |      | Züchter: Gavrish Sergej Fedorovich, Morev Viktor Vasilievich, Amcheslavskaya Elena Valentinovna, Degovtsova Tatiyana Vladimirovna, Volok Olga Anatolievna, Artemieva Galina Mihajlovna, Redichkina Tatiyana Aleksandrovna | j                               |
| Malinovyj Zakat |      | Züchter: Stepanov Vladimir Vasilievich | j                               |
| Malinovyj Zvon |      | Züchter: Panchev Yurij Ivanovich, Semin Al'Bert Semenovich, Panchev Yurij Yurievich | j                               |
| Malinowaja Gruscha                                                                                                  |      | | c                               |
| Malinowij Warschawskij                                                                                              |      | | c, d                            |
| Malinowji Gigant |      | | c                               |
| Malinowji Tsvet |      | | c                               |
| Malinowji Zvon |      | | c                               |
| Malinowoje Tschudo                                                                                                  |      | | c                               |
| Malinowski |      | | b, c, d, e, f, g, h, k          |
| Malinowy Henryka |      | Züchter: Szkola Glowna Gospodarstwa Wiejskiego | j                               |
| Malinowy Kapturek                                                                                                   |      | Züchter: Torseed Przedsiebiorstwo Nasiennictwa Ogrodniczego I Szkolkarstwa S.A. | c, j                            |
| Malinowy Kujawski                                                                                                   |      | Züchter: Torseed Przedsiebiorstwo Nasiennictwa Ogrodniczego I Szkolkarstwa S.A. | j, o                            |
| Malinowy Kurawski                                                                                                   |      | | c                               |
| Malinowy Olbrzym |      | Züchter: Przedsiebiorstwo Nasiennictwa Ogrodniczego I Szkolkarstwa W Ozarowie Mazowieckim Spolka Z O.O. | c, d, j                         |
| Malinowy Olbrzym Potato Leaf                                                                                        |      | | d                               |
| Malinowy Owal |      | Züchter: Plantico Hodowla I Nasiennictwo Ogrodnicze Zielonki Sp. Z O.O. | j                               |
| Malinowy Ozarowski                                                                                                  |      | Züchter: Przedsiebiorstwo Nasiennictwa Ogrodniczego I Szkolkarstwa W Ozarowie Mazowieckim Spolka Z O.O. | c, d, j                         |
| Malinowy Retro |      | Züchter: Plantico Hodowla I Nasiennictwo Ogrodnicze Zielonki Sp. Z O.O. | c, d, j                         |
| Malinowy Rodeo |      | Züchter: Torseed Przedsiebiorstwo Nasiennictwa Ogrodniczego I Szkolkarstwa S.A. | j                               |
| Malinowy Smaczek |      | Züchter: Torseed Przedsiebiorstwo Nasiennictwa Ogrodniczego I Szkolkarstwa S.A. | c, j                            |
| Malinowy Warszawski                                                                                                 |      | Züchter: Plantico Hodowla I Nasiennictwo Ogrodnicze Zielonki Sp. Z O.O. | c, d, j                         |
| Malita |      | Züchter: Yuksel | j                               |
| Malizia |      | Züchter: Eugen Seed S.R.L. | j                               |
| Maljutka |      | | g, h                            |
| Malle |      | Züchter: Maia Raudseping 90 %, Ingrid Bender 10 % | j, k, o                         |
| Mallorca |      | Züchter: Semillas Batlle, S.A. | j                               |
| Mallorquí (oder: Mallorquin)                                                                                        |      | Herkunft: Katalonien. Züchter: Semillas Batlle, S.A. | c, j, o                         |
| Mallorquin Colgados                                                                                                 |      | | c                               |
| Malmö |      | | j                               |
| Malodena |      | Züchter: Syngenta Participations Ag | j                               |
| Malory |      | Züchter: Hazera Genetics Ltd | j                               |
| Malpica |      | Züchter: Petoseed Co.Inc. | j, o                            |
| Malschor Isura |      | | c, d, e, g, h, m                |
| Malta |      | | j                               |
| Maltitzer Braune |      | | c, d                            |
| Malvados |      | Züchter: Intersemillas | j                               |
| Malvaziya |      | Züchter: Alekseev Yurij Borisovich | j                               |
| Malynovji Rog |      | | c                               |
| Malysh |      | Züchter: Gavrish Sergej Fedorovich, Amcheslavskaya Elena Valentinovna, Sysina Elena Artemievna, Tarakanov German Ivanovich, Shaumyan Ivan Konstantinovich | j                               |
| Malyshok |      | Züchter: Gavrish Sergej Fedorovich, Amcheslavskaya Elena Valentinovna, Sysina Elena Artemievna, Tarakanov German Ivanovich, Shaumyan Ivan Konstantinovich | j                               |
| Mama Alla |      | | c, d                            |
| Mama Irenes |      | | c, d                            |
| Mama Leone |      | | c, d, e, g, h                   |
| Mama Wolga |      | | n                               |
| Mamako |      | Züchter: Syngenta Seeds B.V. | j, o                            |
| Mamay |      | | j                               |
| Mamba |      | Züchter: Gavrish Sergej Fedorovich, Morev Viktor Vasilievich, Amcheslavskaya Elena Valentinovna, Volok Olga Anatolievna, Aleksandrov Mihail Aleksandrovich | j                               |
| Mambina |      | Züchter: Syngenta Participations Ag | j, o                            |
| Mambo |      | | j                               |
| Mambondo |      | Züchter: Syngenta Participations Ag | j                               |
| Mamdona |      | Züchter: Syngenta Seeds B.V. | j                               |
| Mamen'Kina Dochka                                                                                                   |      | Züchter: Lukiyanenko Anatolij Nikitovich, Dubinin Sergej Vladimirovich, Dubinina Irina Nikolaevna | j                               |
| Mamie Brown's Pink                                                                                                  |      | | c, d                            |
| Mamin Sibiriak |      | Züchter: Kfkh Svetlana, 630132, G.Novosibirsk, Ul.Cheliuskintsev, D. 15, K. 32, Russia | j, o                            |
| Mamin-Sibiryak |      | Züchter: Ugarova Svetlana Viktorovna, Dederko Vladimir Nikolaevich, Postnikova Tatiyana Nikolaevna | j                               |
| Mamina Radost |      | Züchter: Myazina Lyubov' Anatolievna, Kudryavtseva Elizaveta Romanovna | j                               |
| Mamirio |      | Züchter: Syngenta Crop Protection Ag | j, o                            |
| Mammosum |      | | g, h                            |
| Mammoth Cretan |      | | c, d                            |
| Mammoth German |      | | c                               |
| Mammoth German Gold                                                                                                 |      | | c, d, f, n                      |
| Mammoth Sandwich |      | | c, d                            |
| Mammoth Wonder |      | | c                               |
| Mammoth Wonder Burgess                                                                                              |      | | d                               |
| Mammouth |      | | j                               |
| Mammut Gelb |      | | m                               |
| Mammut Rot (oder: Mammut Red)                                                                                       |      | | m                               |
| Mamognahelia Epidote                                                                                                |      | | f                               |
| Mamona |      | | j                               |
| Mamont |      | Züchter: Myazina Lyubov' Anatolievna | c, d, e, j                      |
| Mamoru |      | Züchter: Syngenta Seeds B.V. | j                               |
| Mamston |      | Züchter: Syngenta Crop Protection Ag | j, o                            |
| Mamula |      | Züchter: Alekseev Yurij Borisovich | j                               |
| Mamulya |      | Züchter: Lukiyanenko Anatolij Nikitovich, Dubinin Sergej Vladimirovich, Dubinina Irina Nikolaevna | j                               |
| Mamut |      | | j                               |
| Mana |      | Züchter: Enza Zaden Beheer B.V. | j, o                            |
| Mana Lucia |      | | g, h                            |
| Manacor |      | Züchter: Semillas Fito, S.A. | j, o                            |
| Manadi |      | Züchter: Enza Zaden Beheer B.V. | j, o                            |
| Manado |      | Züchter: Vikima Seed A.S. | j                               |
| Manager |      | Züchter: Zeta Seeds S.L. | j                               |
| Managua |      | Züchter: Rijk Zwaan Zaadteelt En Zaadhandel B.V. | j, o                            |
| Manalcalde |      | Züchter: Semillero Andaluz, S.A. | j, o                            |
| Manalee |      | | c, d                            |
| Manalucie |      | | c, d, g, h, j                   |
| Manalurin |      | | g, h                            |
| Manapal |      | | c, d, g, h, j                   |
| Manar |      | Züchter: Sandor Van Vliet | j                               |
| Manay |      | Züchter: Bhn Seed/Research | j, o                            |
| Manchester Plum |      | | c, d                            |
| Mancini |      | Züchter: Syngenta Crop Protection Ag | j, o                            |
| Mandarin |      | Züchter: Mario Faraone Mennella | b, c, j, o                      |
| Mandarin Cross |      | | c, d, k                         |
| Mandarina |      | | c, d                            |
| Mandarinka |      | Züchter: Gavrish Sergej Fedorovich, Morev Viktor Vasilievich, Amcheslavskaya Elena Valentinovna, Volok Olga Anatolievna, Nesterovich Arkadij Nikolaevich | c, e, j                         |
| Mandat |      | | j                               |
| Mandel 502 Vfn |      | | j                               |
| Mandela |      | Züchter: Agrinature Innova, Sl | j                               |
| Mandela Star |      | Züchter: Agrinature Innova, Sl | j, o                            |
| Mandi |      | | j                               |
| Mandolin |      | | j                               |
| Mandolino |      | Züchter: United Genetics | j                               |
| Mandora |      | | j                               |
| Mandulis |      | Züchter: Amit Avidov | j, o                            |
| Mandur |      | | j                               |
| Mandurio |      | Züchter: Olter Srl | j                               |
| Mane |      | | j                               |
| Manechka |      | Züchter: Sysina Elena Artemievna, Borisov Aleksandr Vladimirovich, Krylov Oleg Nikolaevich, Skachko Vladislav Aleksandrovich, Bartajya Vera Vladimirovna | j                               |
| Manenca |      | Züchter: Syngenta Seeds B.V. | j                               |
| Manera |      | Züchter: Hazera Seeds B.V. | j                               |
| Maneto |      | | j                               |
| Manfredi |      | Züchter: Isi Sementi Spa | j                               |
| Manhattan |      | | j                               |
| Mani |      | | j                               |
| Manific |      | Züchter: Graines Gautier Sa (Fr) | j                               |
| Manille |      | Züchter: Tezier Sa (Fr) | j                               |
| Manitoba |      | | c, d, e, g, h, k                |
| Manitoba Rot |      | | n                               |
| Manitu |      | Züchter: Zeraim Gedera Ltd. | j, o                            |
| Manitú |      | | j                               |
| Manna |      | | c, d, e, g, h                   |
| Manne |      | Züchter: Clause (Fr) | j                               |
| Mannheim |      | | c, d                            |
| Mannix |      | | j                               |
| Mano |      | | c, f, n                         |
| Manó |      | | j                               |
| Manö |      | | c, d                            |
| Manolito |      | Züchter: De Ruiter Seeds | j, o                            |
| Manolo |      | Züchter: Gautier Semences Sas (Fr) | j                               |
| Manon |      | Züchter: Alekseev Yurij Borisovich | j                               |
| Manqili |      | Züchter: Syngenta Seeds B.V. | j                               |
| Mansilla De Las Mulas                                                                                               |      | | c, d                            |
| Mantalena |      | | j                               |
| Manthos |      | | j                               |
| Manthos F1 |      | | j                               |
| Mantilia |      | Züchter: Louis Poloni (Fr) | j                               |
| Manto |      | | j, o                            |
| Manuela |      | Züchter: Rijk Zwaan Zaadteelt En Zaadhandel Bv (Nl). Borisov Aleksandr Vladimirovich, Gutsalyuk Olga Danielovna | j                               |
| Many Fruited |      | | g, h                            |
| Manya |      | Züchter: Monahos Grigorij Fedorovich, Din' Suan Tu | j                               |
| Manyasha |      | Züchter: Kudryavtseva Galina Aleksandrovna, Fotev Yurij Valentinovich, Kotel'Nikova Marina Aleksandrovna, Kondakov Sergej Nikolaevich | j                               |
| Manych |      | Züchter: Gavrish Sergej Fedorovich, Kapustina Raisa Nikolaevna, Gladkov Dmitrij Sergeevich, Volkov Aleksandr Aleksandrovich, Semenova Anna Nikolaevna, Artemieva Galina Mihajlovna, Filimonova Yuliya Alekseevna, Redichkina Tatiyana Aleksandrovna | j                               |
| Manyel |      | Züchter: Domaine Public (Fr) | j, k                            |
| Manyel Moons (oder: Many Moons)                                                                                     |      | | c, d, e, g, h                   |
| Manyla |      | Züchter: Semillas Fito, S.A. | j, o                            |
| Manzana |      | | c, d                            |
| Manzana Negra |      | | j, o                            |
| Mao |      | | c, f                            |
| Mapuche |      | Züchter: Hortofruticola Mendez, S.A. | j, o                            |
| Mar Globe Select |      | | k                               |
| Mara |      | Züchter: Geoponiki Ae | j, o                            |
| Marabu |      | Züchter: Andreeva Evgeniya Nikolaevna, Nazina Sofiya Luisovna, Ushakova Mariya Ivanovna, Andreeva Anzhelika Nikolaevna | j                               |
| Maracana |      | Züchter: Yuksel Tohumculuk Tarim San. Ve Tic. Ltd. Sti. | j, o                            |
| Maraden |      | Züchter: Peotec Seeds Srl | j                               |
| Maradona |      | | j                               |
| Marafon |      | Züchter: Avdeev Yurij Ivanovich, Kigashpaeva Olga Petrovna, Ivanova Lyudmila Mihajlovna, Avdeev Andrej Yurievich | j                               |
| Maralinga |      | | d                               |
| Maranello |      | Züchter: De Ruiter Seed C.V. | a, c, j, o                      |
| Maraniellos |      | Züchter: Germinal S.R.L. | j                               |
| Marasca |      | | j                               |
| Maraskino |      | Züchter: Monsanto Vegetable Ip Management B.V. | j                               |
| Marathon |      | Züchter: Superior D.O.O | j                               |
| Maraton |      | Züchter: Superior, Velika Plana | j, o                            |
| Maratonus |      | Züchter: Burnichi Floarea, Gheorghe Florica, Bebea Petruta | j                               |
| Maraviglia Del Mercato                                                                                              |      | | j                               |
| Maravilha Dos Mercados                                                                                              |      | | j, o                            |
| Maravski Zazrak |      | | j                               |
| Marbella |      | Züchter: Olter Srl | j                               |
| Marbon |      | | g, h                            |
| Marbonne |      | Züchter: Gautier Semences Sas (Fr) | j, o                            |
| Marca |      | | j                               |
| Marcanto |      | | j                               |
| Marcela |      | Züchter: Seminis Veget.Seeds Inc | j, o                            |
| Marceline |      | | j                               |
| Marcella |      | | j                               |
| Marcelle |      | Züchter: Hazera Genet./Yissum Rese | j, o                            |
| Marcescens |      | | g, h                            |
| Marchante |      | Züchter: Hazera Seeds | j, o                            |
| Marchatsekaya-Traube                                                                                                |      | | c                               |
| Marche Jaune |      | | c                               |
| Marchless |      | | g, h                            |
| Marcia's Mystery Black                                                                                              |      | | d                               |
| Marcial |      | Züchter: Seminis Veget.Seeds Inc | j, o                            |
| Marcial Ps |      | Züchter: Seminis Veget.Seeds Inc | j                               |
| Marciano |      | | j                               |
| Marcida |      | | g, h                            |
| Marcin |      | Züchter: Gospodarstwo Doswiadczalne Z.W. Kowalczykowie | j                               |
| Marco |      | Züchter: Semillas Fito, S.A. | j                               |
| Marcsi |      | | j                               |
| Marcy's Mystery |      | | c, d, e, g, h                   |
| Marecchia |      | | j                               |
| Marek |      | Züchter: Isi Sementi Spa | j                               |
| Marek's Pointy Heart                                                                                                |      | | c, d                            |
| Maremagno |      | Züchter: Nunhems B.V. | j, o                            |
| Maremma |      | | j                               |
| Marenza |      | Züchter: Enza Zaden Beheer B.V. | j, o                            |
| Mares |      | Züchter: Zeta Seeds S.L. | j                               |
| Maresme |      | Züchter: Semillas Fito, S.A. | j, o                            |
| Maretta |      | Züchter: Seminis Veget.Seeds Inc | j, o                            |
| Maretta Ps |      | Züchter: Seminis Veget.Seeds Inc | j                               |
| Marfa |      | | j, o                            |
| Marfa F1 |      | Züchter: Seminis | j, k                            |
| Marfana |      | Züchter: Seminis Vegetable Seeds, Inc. | j                               |
| Marfuscheschka Duschenka                                                                                            |      | | c                               |
| Marfushechka Dushechka                                                                                              |      | | d                               |
| Margaret |      | | j                               |
| Margaret Best Yellow                                                                                                |      | | d                               |
| Margaret Curtain |      | | d                               |
| Margarita |      | Züchter: Gavrish Sergej Fedorovich, Morev Viktor Vasilievich, Amcheslavskaya Elena Valentinovna, Degovtsova Tatiyana Vladimirovna, Volok Olga Anatolievna | j, o                            |
| Marge's Polish Pride                                                                                                |      | | c, d                            |
| Margherita F1 |      | | c, d                            |
| Margheritta |      | Züchter: Syngenta Seeds B.V. | j                               |
| Margho |      | Züchter: Yuksel Seeds Ltd. | j                               |
| Marghol |      | Züchter: Yuksel Seeds Ltd. | j                               |
| Marglobe |      | | c, d, g, h, j, m, o             |
| Marglobe F |      | | c, d                            |
| Marglobe Gelb |      | | g, h                            |
| Marglobe Improved                                                                                                   |      | | c, d                            |
| Marglobe Supreme |      | | c, d                            |
| Margo |      | | j                               |
| Margo F1 |      | | c, d                            |
| Margol |      | | j                               |
| Margold |      | Züchter: Gautier Semences S.A.S. | j, o                            |
| Margot |      | Züchter: Isi Sementi Spa | j, o                            |
| Marguerite |      | | j                               |
| Marhio |      | | c, d                            |
| Marhio Reol |      | | g, h                            |
| Maria |      | Züchter: Yissum Research Developm. | c, d, j, o                      |
| Maria Amaziletei's Giant Red                                                                                        |      | | c                               |
| Maria Amazilitei's Giant Red                                                                                        |      | | d                               |
| Maria Hock |      | | g, h                            |
| Maria Vittoria |      | Züchter: Syngenta Crop Protection Ag | j                               |
| Maria's |      | | c, d                            |
| Mariachi |      | Züchter: Rijk Zwaan B.V. | j                               |
| Mariachi Rz |      | | j                               |
| Mariadolfi |      | Züchter: Western Seed España, S.A. | j, o                            |
| Mariana |      | Züchter: Western Seed España, S.A. | j, o                            |
| Marianna |      | | j                               |
| Marianna's Blue |      | |                                 |
| Marianna's Conflict                                                                                                 |      | | c, d                            |
| Marianna's Peace |      | | b, c, d, e, f, g, h, k          |
| Marianna's Peace Von Ruppenthal                                                                                     |      | | c                               |
| Marianna's Peace X Cherokee Purple                                                                                  |      | | e                               |
| Marianne |      | Züchter: Genest (Fr) | j                               |
| Marianne's |      | | c, d                            |
| Mariannes Peace |      | | n                               |
| Mariano |      | | j                               |
| Mariarita |      | | j                               |
| Maribel |      | | j                               |
| Maribor |      | | j, n, o                         |
| Marica 15 |      | | j                               |
| Marichka |      | Züchter: Tarasov Yurij Dmitrievich | j                               |
| Marie |      | Züchter: Grünewald | j                               |
| Marie Castell |      | rumänische Fleischtomate |                                 |
| Mariela |      | Züchter: Western Seed España, S.A. | j, o                            |
| Marienka |      | | j                               |
| Marietta No. 1 |      | | c, d                            |
| Mariette |      | Züchter: Syngenta Seeds B.V. | j, o                            |
| Mariflor |      | Züchter: Nunza Bv | j, o                            |
| Marige |      | Züchter: Golden West Seed Co. Inc. | j                               |
| Marilee |      | Züchter: Enza Zaden B.V. | j, o                            |
| Marilot |      | | j                               |
| Marilyn |      | Züchter: Novartis Seeds B.V. | j                               |
| Marimba |      | | j                               |
| Marina |      | Züchter: Zeraim Gedera Ltd. Seed Company | g, h, j, o                      |
| Marina A |      | | c, d                            |
| Marina B |      | | c, d                            |
| Marina's Black |      | | c, d                            |
| Marinadnyj 1 |      | | g, h                            |
| Marinaio |      | Züchter: Eugen Seed S.R.L. | j                               |
| Marinda |      | | e, j                            |
| Marine |      | Züchter: Eurl Phr (Fr) | j                               |
| Marinella |      | Züchter: Rijk Zwaan Zaadteelt En Zaadhandel Bv (Nl) | j                               |
| Maringo |      | | j                               |
| Marinika |      | Züchter: Enza Zaden Beheer B.V. | j, o                            |
| Marinova |      | Züchter: Capital Genetic Ebt, S.L. | j                               |
| Mariola |      | | j                               |
| Mariola Rs |      | Züchter: Seminis Veget.Seeds Inc | j                               |
| Marion |      | Züchter: Hazera Genetics | c, d, f, g, h, j, o             |
| Marion F |      | | c, d                            |
| Marion Gold |      | | c, d                            |
| Mariposa |      | | j                               |
| Mariscal |      | Züchter: Rijk Zwaan Zaadteelt En Zaadhandel B.V. | j                               |
| Marise |      | Züchter: Clause Semences Sa (Fr) | j                               |
| Marisha |      | Züchter: Egiyan Madlena Egishevna, Goryajnova Olga Dmitrievna | j                               |
| Marishka |      | Züchter: Ignatova Svetlana Ilyinichna, Gorshkova Nina Sergeevna, Tereshonkova Tatiyana Arkadievna | j                               |
| Mariska |      | | j                               |
| Marisol |      | Züchter: Hazera Genetics Ltd (Il) | j                               |
| Marissa |      | Züchter: Monsanto Holland Bv, Westeinde 161, 1601 Bm Enkhuizen, The Netherlands | j, o                            |
| Marissa F1 |      | | j                               |
| Marissa's Italian Paste                                                                                             |      | | c, d                            |
| Maristu |      | | e                               |
| Marit |      | Züchter: Western Seed Espana S.A. | j                               |
| Maritime Pink |      | | c, d                            |
| Maritsa 25 |      | Züchter: M. Stoyanov, Lilyana Stamova, Y. Gorbanov | j                               |
| Maritza Rose |      | | c                               |
| Mariuca |      | | j                               |
| Marius |      | | j                               |
| Mariuska |      | | j, o                            |
| Mariya |      | Züchter: Zhidkova Valentina Andreevna, Mihed Valentina Stepanovna, Altuhov Yurij Petrovich | j                               |
| Mariya Iskusnitsa                                                                                                   |      | Züchter: Panchev Yurij Ivanovich, Panchev Yurij Yurievich, Tarasov Yurij Dmitrievich | j                               |
| Mariyana |      | Züchter: Tarasenkov Ivan Illarionovich, Bekov Rustam Hizrievich | j                               |
| Marizol Black |      | | c, d                            |
| Marizol Bratka |      | | b, c, d, e, g, h, k             |
| Marizol Gold |      | | c, d, k, m                      |
| Marizol Gold Cherry                                                                                                 |      | | c, d, g, h                      |
| Marizol Korney |      | | c, d                            |
| Marizol Magic |      | | c, d                            |
| Marizol Maroon |      | | c, d                            |
| Marizol Pink |      | | c, d                            |
| Marizol Purple |      | | c, d, k                         |
| Marizol Purple Cross                                                                                                |      | | c                               |
| Marizol Purple Potato Leaf                                                                                          |      | | c, d                            |
| Marizol Red |      | | c, d, e, g, h, k                |
| Marizza |      | | j                               |
| Marjan |      | | j                               |
| Marjo |      | | j                               |
| Marjuschka |      | | c                               |
| Mark Oro |      | | j                               |
| Mark Twain |      | | c, d                            |
| Marka |      | | j                               |
| Market Champion |      | | c, d                            |
| Market Gardener |      | | g, h                            |
| Market King |      | | c, e, g, h                      |
| Market Wonder |      | | d                               |
| Markiza |      | Züchter: Ignatova Svetlana Ilyinichna, Gorshkova Nina Sergeevna | j, o                            |
| Markiza F1 |      | | j                               |
| Marko |      | | j                               |
| Markoni |      | | j                               |
| Markos |      | Züchter: Hazera Genetics | j                               |
| Marktwunder |      | | c, g, h                         |
| Marla |      | Züchter: Hazera Genetics Ltd (Il)/Yissum Research Dev Of The Hebrew University Of Jerusalem (Il) | j                               |
| Marlen |      | Züchter: Western Seed España, S.A. | j, o                            |
| Marlena |      | Züchter: Produkcja I Hodowla Roslin Ogrodniczych Krzeszowice Sp. Z O.O. | j                               |
| Marlene |      | Züchter: General Seed & Food Industries S.A. | j                               |
| Marlon |      | Züchter: Clause Semences Sa (Fr) | j                               |
| Marlon Clx 3794 |      | | j                               |
| Marlowe Charleston                                                                                                  |      | | c, d, e, g, h, k                |
| Marlowe Charleston, Regular Leaf                                                                                    |      | | d                               |
| Marly |      | Züchter: Eurl Phr (Fr) | j                               |
| Marma |      | Züchter: Eurl Phr (Fr) | j                               |
| Marmalade Yellow |      | | c, d                            |
| Marmalin |      | |                                 |
| Marmalindo |      | Züchter: Nunhems B.V. | j                               |
| Marman World's Earliest                                                                                             |      | | c, d                            |
| Marmande |      | Fleischtomate. Herkunft: Frankreich. Fruchtgewicht: 200 bis 500 g. | b, c, d, e, g, h, j, k, l, m, o |
| Marmande À Gros Fruits                                                                                              |      | | j                               |
| Marmande Ancienne                                                                                                   |      | | c                               |
| Marmande Claudia |      | | j                               |
| Marmande D'Alger |      | Züchter: Domaine Public (Fr) | j                               |
| Marmande De Montpellier                                                                                             |      | | c, d                            |
| Marmande Extra |      | | j                               |
| Marmande Garnier |      | | c                               |
| Marmande Garnier Rouge                                                                                              |      | | d                               |
| Marmande Gelb |      | | c                               |
| Marmande Hâtive |      | Züchter: Domaine Public (Fr) | j                               |
| Marmande Jaune |      | | d                               |
| Marmande Maraichère                                                                                                 |      | Züchter: Domaine Public (Fr) | j                               |
| Marmande Précoce |      | | c, d                            |
| Marmande Raf |      | | c                               |
| Marmande Rex F1 |      | Züchter: Ohlsen Enke | j, o                            |
| Marmande S. S. |      | | j                               |
| Marmande Super |      | | c, j, o                         |
| Marmande Super Early                                                                                                |      | | c                               |
| Marmande Super Précoce                                                                                              |      | | c, d, j                         |
| Marmande Superior                                                                                                   |      | | j                               |
| Marmande Verte |      | | d                               |
| Marmande Vf |      | | j                               |
| Marmande Vr |      | Züchter: Domaine Public (Fr) | j, o                            |
| Marmandino |      | | j                               |
| Marmandino One |      | Züchter: Nunhems B.V. | j                               |
| Marmara |      | | j                               |
| Marmara F1 |      | | c, d                            |
| Marmares |      | | j                               |
| Marmedy |      | Züchter: Hort Seed Mediterrani S.L. | j                               |
| Marmelad Oranzhevyj                                                                                                 |      | Züchter: Nastenko Nataliya Viktorovna, Kachajnik Vladimir Georgievich, Gul'Kin Mihail Nikolaevich | j                               |
| Marmelad Zheltyj |      | Züchter: Nastenko Nataliya Viktorovna, Kachajnik Vladimir Georgievich, Gul'Kin Mihail Nikolaevich | j                               |
| Marmeladnye Krasnye                                                                                                 |      | | c, d                            |
| Marmeladnyi |      | | c, d                            |
| Marmena |      | Züchter: Syngenta Seeds B.V. | j                               |
| Marmetto |      | | j                               |
| Marmo |      | Züchter: S.A.I.S. Societá Agricola Italiana Sementi | j                               |
| Marmorata |      | | g, h                            |
| Marmyto |      | Züchter: S.A.I.S. Societá Agricola Italiana Sementi | j                               |
| Marnax |      | Züchter: Axia Nl B.V. | j                               |
| Marnero |      | Züchter: Gautier Semences S.A.S. | j, o                            |
| Marola |      | Züchter: Rijk Zwaan Zaadteelt En Zaadhandel B.V. | j, o                            |
| Marondera |      | | j                               |
| Marone |      | | j                               |
| Maroon |      | | j                               |
| Marques |      | | o                               |
| Marqués |      | | j                               |
| Marquise |      | Züchter: Graines Gautier Sa (Fr) | j                               |
| Marrön |      | | c                               |
| Marroqui |      | | g, h                            |
| Marros |      | Züchter: Zeta Seeds S.L. | j                               |
| Mars |      | Züchter: Pridnestrovskij Niiskh, 3300, G.Tiraspol, Ul.Mira, 50, Moldova | c, j, o                         |
| Marsalato |      | Züchter: Enza Zaden Beheer B.V. | j                               |
| Marset |      | | j                               |
| Marshal |      | Züchter: Ognev Valerij Vladimirovich, Maksimov Sergej Vasilievich, Klimenko Nikolaj Nikolaevich, Kostenko Aleksandr Nikolaevich | j                               |
| Marshal Pobeda |      | Züchter: Dederko Vladimir Nikolaevich | j                               |
| Marshall |      | | j                               |
| Marsianka |      | Züchter: Dmitrieva Anna Sergeevna, Grushanin Aleksej Ivanovich, Samodurov Viktor Nikolaevich, Fanina Lyudmila Aleksandrovna, But Nataliya Nikolaevna | j                               |
| Marsilia |      | Züchter: Gautier Semences Sas | j                               |
| Marsol |      | Züchter: Institut National De La Recherche Agronomique (Fr) | j                               |
| Marta |      | Züchter: Eurl Phr (Fr) | j, o                            |
| Martez |      | | j                               |
| Martha Homestead |      | | c, d                            |
| Martha Logan |      | | c, d                            |
| Martha Washington                                                                                                   |      | | c, d                            |
| Martha Washington F1                                                                                                |      | | d                               |
| Martian Giant |      | | c, d, k                         |
| Martin |      | Züchter: S.A.I.S. Societá Agricola Italiana Sementi | c, j, o                         |
| Martina |      | Züchter: Seminis Veget.Seeds Inc | j, o                            |
| Martine |      | Züchter: Eurl Phr (Fr) | j                               |
| Martini |      | Züchter: Novartis Seeds Bv (Nl) | j                               |
| Martinika |      | Züchter: Enza Zaden Beheer B.V. | j                               |
| Martinique |      | | j                               |
| Martino's Roma |      | | c, d, e, g, h, k                |
| Martinu |      | Züchter: A. V/D Windt | j                               |
| Martlet |      | | j, o                            |
| Martona |      | | j                               |
| Marty |      | Züchter: M. Stoyanov, L. Stamova, H. Manuelyan, T. Stryalnikova, A. Mashtakova | j, o                            |
| Martynel |      | Züchter: Yuksel Tohum | j                               |
| Martyra |      | Züchter: Erma Zaden Export B.V. | j, o                            |
| Martyvel |      | Züchter: Yuksel Tohum | j, o                            |
| Marusya |      | Züchter: Hartmut Klein, Glebova Svetlana Leonidovna | j                               |
| Marutschka |      | Züchter: Rijk Zwaan Zaadteelt En Zaadhandel Bv (Nl) | c, j                            |
| Marutschkla |      | | j                               |
| Marutti |      | Züchter: Golden West Seed Research Co. | j                               |
| Marvel |      | Züchter: Petoseed Inc. Co | c, d, j                         |
| Marvel Of The Market                                                                                                |      | | j, o                            |
| Marvel Sriped |      | | m                               |
| Marvel Stripe |      | | d, k                            |
| Marvel Striped |      | | c, d, e, g, h                   |
| Marvelosa |      | | c, d                            |
| Marvelous |      | | e, g, h                         |
| Marvir |      | Züchter: Vilmorin Sa (Fr) | j                               |
| Marwaa |      | | j                               |
| Mary |      | | g, h                            |
| Mary Ann |      | | c, d, e, g, h, m                |
| Mary Glowe |      | | g, h                            |
| Mary Gratefully |      | Züchter: Mihnea, Nadejda, Md, Grati, Vasile, Md, Lupascu, Galina, Md, Botnari, Vasile, Md, Macovei, Milania, Md | j, o                            |
| Mary Reynolds |      | | c, d                            |
| Mary Robinson's Bicolor                                                                                             |      | | b, c                            |
| Mary Robinson's German Bicolor                                                                                      |      | | g, h, d, f, e, m                |
| Mary Unger |      | | c, d                            |
| Mary's Square |      | | c, d                            |
| Maryam |      | | j                               |
| Marycrisby |      | Züchter: Nunhems B.V. | j, o                            |
| Maryland |      | Züchter: Nunhems B.V. | j                               |
| Maryland Large Red                                                                                                  |      | | c, d                            |
| Maryland Pink |      | | c, d                            |
| Maryland Red |      | | c, d                            |
| Marylin |      | Züchter: Syngenta Seeds B.V. | j                               |
| Marylove |      | Züchter: Nunhems B.V. | j                               |
| Marylu |      | Züchter: Hazera Genetics | j, o                            |
| Maryluna |      | Züchter: Nunhems B.V. | j                               |
| Marysma |      | Züchter: Nunhems B.V. | j, o                            |
| Maryushka |      | | d, j                            |
| Marz Green |      | | c, d                            |
| Marz Green Striped                                                                                                  |      | | c, d                            |
| Marz Round Green |      | | k                               |
| Marz Yellow Red Stripes                                                                                             |      | | c, d                            |
| Marzanito (oder: Marzaneto)                                                                                         |      | Züchter: Tomatech R&D Israel L.T.D. | j, o                            |
| Marzanpeel |      | | j                               |
| Marzio |      | | j                               |
| Marzipan Gold |      | | c, d                            |
| Marzo 2 |      | Züchter: Mario Faraone Mennella | j                               |
| Masai |      | Züchter: Ramiro Arnedo, S.A. | j, o                            |
| Mascalzone |      | Züchter: Isi Sementi Spa | j                               |
| Mascara |      | Züchter: Tezier Sa (Fr) | j                               |
| Mascotte |      | Züchter: Graines Gautier Sa (Fr) | j                               |
| Maserati |      | | j                               |
| Mashadu |      | | j                               |
| Mashenka |      | Züchter: Kononov Aleksandr Nikolaevich, Krasnikov Leonid Georgievich | c, d, j                         |
| Masinnyj 1 |      | | g, h                            |
| Maskabec |      | | c, d, g, h                      |
| Maskarena |      | Züchter: Szkola Glowna Gospodarstwa Wiejskiego | d, j                            |
| Maskarena F1 |      | | c                               |
| Maskotka |      | Züchter: W. Legutko Przedsiebiorstwo Hodowlano-Nasienne Sp. Z O.O. | c, d, e, g, h, j                |
| Maslovs Gigant |      | | c, d, g, h                      |
| Mass 1001 |      | | j                               |
| Massad |      | Züchter: Gavrish Sergej Fedorovich, Morev Viktor Vasilievich, Amcheslavskaya Elena Valentinovna, Volok Olga Anatolievna | j                               |
| Massada |      | Züchter: Gautier Semences Sas (Fr) | j                               |
| Massaro |      | | j, o                            |
| Massonico |      | | j, o                            |
| Master |      | Züchter: Gavrish Sergej Fedorovich, Morev Viktor Vasilievich, Amcheslavskaya Elena Valentinovna, Volok Olga Anatolievna, Gor'Kovets Sergej Alekseevich | j, o                            |
| Master 72 |      | | j                               |
| Master Carnosa |      | | g, h                            |
| Master Caruso |      | | c, d, g, h, n                   |
| Master F1 |      | | c                               |
| Master Marglobe |      | | g, h                            |
| Master No 2 |      | | j                               |
| Mastino |      | Züchter: Syngenta Participations Ag | j, o                            |
| Mastrodomenico |      | | c, d                            |
| Matador |      | Züchter: Glasshouse Crops Research | j, o                            |
| Match |      | | j                               |
| Matchless (oder: Austin)                                                                                            |      | | c, d, e, g, h                   |
| Matchum |      | | d                               |
| Mateszalkai 1 Tf.                                                                                                   |      | | g, h                            |
| Matheus |      | | j                               |
| Matias |      | Züchter: De Ruiter Seeds (Nl) | c, d, j, o                      |
| Maticia |      | Züchter: Rijk Zwaan Zaadteelt En Zaadhandel B.V. | j, o                            |
| Matilda |      | | d, j                            |
| Matilde |      | Züchter: Agri Sementi S.R.L. | j                               |
| Matimate |      | | g, h                            |
| Matina (oder: Tamina)                                                                                               |      | Züchter: Karl und Walter Hild | b, c, d, e, f, g, h, j          |
| Matinchen |      | | f                               |
| Matissimo |      | Züchter: Klaas Adriaan Van Slot | j, o                            |
| Mato |      | Züchter: Kaljo Kask 55 %, Valve Jaagus 35 %, Pille Sooväli 10 % | d, j, k, o                      |
| Matra |      | Züchter: Rijk Zwaan B.V. | j                               |
| Matrero |      | | j                               |
| Matreshka |      | Züchter: Kachajnik Vladimir Georgievich, Kandoba Aleksej Viktorovich | j                               |
| Matrix |      | Züchter: Monsanto Holland B.V. | j                               |
| Matrosik |      | Züchter: Kachajnik Vladimir Georgievich, Gul'Kin Mihail Nikolaevich, Karmanova Olga Alekseevna, Bernotene Elena Ivanovna | j                               |
| Matt D'Imperio |      | | d, e, c                         |
| Matt's Black |      | | d                               |
| Matt's Folly |      | | d                               |
| Matt's Wild Cherry                                                                                                  |      | | c, d, e, g, h, k                |
| Matthew |      | | j                               |
| Mattie |      | Züchter: Hazera Genetics Ltd (Il)/Yissum Research Dev Of The Hebrew University Of Jerusalem (Il) | j                               |
| Matura |      | | e, g, h                         |
| Matyas |      | | j                               |
| Matyno |      | Züchter: Gautier Semences S.A.S. | j, o                            |
| Maule's Success |      | | d                               |
| Maulino |      | Züchter: Tezier Sa (Fr) | j                               |
| Mauritius |      | Züchter: Rijk Zwaan Zaadteelt En Zaadhandel B.V. | j, o                            |
| Mauro |      | | j                               |
| Mauro Rosso |      | Züchter: Sativa Biosaatgut GmbH | j                               |
| Mausohr |      | | c, e, g, h                      |
| Mauthners Delicatesse                                                                                               |      | | g, h                            |
| Mauve |      | | c                               |
| Maverick |      | Züchter: Clause (Fr) | j                               |
| Mavritanskije |      | | c, d                            |
| Mawlenowe |      | | c, d                            |
| Max |      | Züchter: Petoseed Italia (It) | j                               |
| Max Drw 5603 |      | Züchter: De Ruiter Seeds | j                               |
| Max F1 |      | Züchter: Petoseed Company Inc. (Usa) | j                               |
| Max's Large Green                                                                                                   |      | | c, d                            |
| Maxada |      | | j                               |
| Maxantia |      | Züchter: Mfm International S.R.L. | j                               |
| Maxeza |      | Züchter: Enza Zaden Beheer B.V. | j                               |
| Maxi Rio |      | | j, o                            |
| Maxifort |      | | j, o                            |
| Maxilandia |      | | j, o                            |
| Maxilândia |      | | j                               |
| Maxim |      | Züchter: Dutch American Plantbreeders Corp. | j                               |
| Maxim Ps |      | | j                               |
| Maxima |      | | j                               |
| Maximalis |      | Züchter: Axia Nl B.V. | j                               |
| Maximato |      | Züchter: Axia Nl B.V. | j                               |
| Maximelian |      | | j                               |
| Maximillion |      | | j, o                            |
| Maximino |      | Züchter: Petoseed Co.Inc. | j, o                            |
| Maximo |      | | j, o                            |
| Maximus |      | Züchter: Hort Seed Mediterrani S.L. | j                               |
| Maxine |      | Züchter: Hazera Genetics | j, o                            |
| Maxipeel |      | | j, o                            |
| Maxiroma |      | | j                               |
| Maxwell |      | Züchter: Axia Vegetable Seeds B.V. | j                               |
| May Klasdo |      | | j                               |
| Maya |      | Züchter: Nirit Seeds Ltd (Il) | d, j, o                         |
| Maya And Sion's Airdrie Classic                                                                                     |      | | c, d                            |
| Maya Rn |      | | j                               |
| Mayada |      | | j                               |
| Mayago |      | | c                               |
| Mayak |      | Züchter: Motov Viktor Mihajlovich, Ostanina Olga Borisovna | j                               |
| Maydo |      | | j                               |
| Mayfair |      | | c, d                            |
| Maygan |      | Züchter: Hazera Genetics Ltd (Il)/Yissum Research Dev Of The Hebrew University Of Jerusalem (Il) | j                               |
| Mayis 07. |      | | j                               |
| Maylor Roth's Orange                                                                                                |      | | c, d                            |
| Mayo's Delight |      | | c, d                            |
| Mayon |      | | j                               |
| Mayoral |      | | j                               |
| Mayoreta |      | | j                               |
| Maysaloun |      | Züchter: Nunhems B.V. | j                               |
| Maysoloune |      | | j                               |
| Mayu |      | | j                               |
| Mazarini |      | Züchter: Nastenko Nataliya Viktorovna, Kachajnik Vladimir Georgievich, Gul'Kin Mihail Nikolaevich | c, d, e, j                      |
| Mazarron F1 |      | Züchter: Intersemillas | j, o                            |
| Mazhor |      | Züchter: Lukiyanenko Anatolij Nikitovich, Dubinin Sergej Vladimirovich, Dubinina Irina Nikolaevna | j, o                            |
| Mazpulcenu |      | | c                               |
| Mazu |      | | j                               |
| Mazuria |      | | j                               |
| Mazurka |      | Züchter: Uo Belorusskaia Gosudarstvennaia Selskokhoziajstvennaia Akademiia, 213410, Mogilevskaia Obl., G.Gorki, Ul.Michurina, 5, Belarus | j, o                            |
| Mbochg |      | Züchter: Zhivko Danailov | j                               |
| Mc Kinley |      | | c, d, f                         |
| Mc Mullen |      | | d                               |
| Mc Mullen Rose |      | | c, e, g, h, m                   |
| Mc Murray Cherry |      | | d                               |
| Mcclintock |      | | c, d                            |
| Mcclintock's Big Pink                                                                                               |      | | d                               |
| Mcdreamy |      | | j                               |
| Mcgee |      | | c, d                            |
| Md 145 |      | | g, h                            |
| Me'Tiyu |      | | j                               |
| Meady A |      | | j                               |
| Meaty Russian |      | | c, d                            |
| Mecanico |      | | j                               |
| Mecano |      | Züchter: Rijk Zwaan Zaadteelt En Zaadhandel B.V. | j                               |
| Mecano Vf |      | | j                               |
| Mech |      | Züchter: Clause Semences Sa (Fr) | j                               |
| Mech. Harv. |      | | g, h                            |
| Mecheast 22 |      | | g, h, j                         |
| Mecheast 55 |      | | j                               |
| Mechin |      | | g, h                            |
| Mechta Lentyaya |      | Züchter: Sedyakov Mihail Valeriyanovich, Kuznetsova Olga Alekseevna | j                               |
| Mechta Lyubitelya                                                                                                   |      | Züchter: Lukiyanenko Anatolij Nikitovich, Dubinin Sergej Vladimirovich, Dubinina Irina Nikolaevna | j                               |
| Mechta Ogorodnika                                                                                                   |      | Züchter: Lukiyanenko Anatolij Nikitovich, Dubinin Sergej Vladimirovich, Dubinina Irina Nikolaevna | j                               |
| Mecline |      | Züchter: Institut National De La Recherche Agronomique (Fr) | j                               |
| Med Gigantskiye |      | | c                               |
| Medal'On |      | Züchter: Bekov Rustam Hizrievich, Maksimov Sergej Vasilievich, Kostenko Aleksandr Nikolaevich | j                               |
| Medea |      | | j                               |
| Medelina |      | Züchter: "Florian" Ood - Ruse (Bg) | j                               |
| Medeno Srce |      | | j                               |
| Medford |      | | c, d                            |
| Medina |      | Züchter: Verschave Philippe | j, o                            |
| Mediocris |      | | g, h                            |
| Mediterraneo (oder: Mediterranean)                                                                                  |      | Züchter: Hoogstraten Jaap | c, d, j                         |
| Medley |      | | j                               |
| Mednyj Vsadnik |      | Züchter: Kononov Aleksandr Nikolaevich, Krasnikov Leonid Georgievich | j                               |
| Medolino |      | | j                               |
| Medovaya Grozd |      | Züchter: Lukiyanenko Anatolij Nikitovich, Dubinin Sergej Vladimirovich, Dubinina Irina Nikolaevna | j                               |
| Medovaya Kaplya |      | | d, e                            |
| Medovaya Konfetka                                                                                                   |      | Züchter: Lukiyanenko Anatolij Nikitovich, Dubinin Sergej Vladimirovich, Dubinina Irina Nikolaevna | j                               |
| Medovo Sakharnyy |      | | c                               |
| Medovoe Serdtse |      | Züchter: Kandoba Elena Evgenievna, Kandoba Aleksej Viktorovich | j                               |
| Medovy Spaß (oder: Medovyj Spas. Medovyi Spas. Medowji Spas)                                                        |      | Züchter: Dederko Vladimir Nikolaevich, Postnikova Olga Valentinovna | c, d, f, j                      |
| Medovye Rosy |      | Züchter: Hovrin Aleksandr Nikolaevich, Maksimov Sergej Vasilievich, Tereshonkova Tatiyana Arkadievna, Kostenko Aleksandr Nikolaevich | j                               |
| Medovyi (oder: Medowji. Medovyj)                                                                                    |      | | c, d, j                         |
| Medovyj Gigant |      | Züchter: Nastenko Nataliya Viktorovna, Kachajnik Vladimir Georgievich, Gul'Kin Mihail Nikolaevich | j                               |
| Medovyj Naliv |      | Züchter: Gavrish Sergej Fedorovich, Morev Viktor Vasilievich, Amcheslavskaya Elena Valentinovna, Degovtsova Tatiyana Vladimirovna, Volok Olga Anatolievna, Vasilieva Margarita Yurievna | j                               |
| Medovyj Salyut |      | Züchter: Hovrin Aleksandr Nikolaevich, Tereshonkova Tatiyana Arkadievna, Klimenko Nikolaj Nikolaevich, Kostenko Aleksandr Nikolaevich | j                               |
| Medowaja Kaplja |      | | c                               |
| Medusa |      | | j                               |
| Medvezhiya Lapa (oder: Bärenpfote. Medvezhia Lapa)                                                                  |      | Züchter: Dederko Vladimir Nikolaevich, Yabrov Aleksandr Alekseevich, Postnikova Olga Valentinovna | j, o                            |
| Medvezhonok |      | Züchter: Lukiyanenko Anatolij Nikitovich, Dubinin Sergej Vladimirovich, Dubinina Irina Nikolaevna | j                               |
| Mefisto |      | Züchter: Syngenta Seeds B.V. | j, o                            |
| Mega |      | Züchter: Ferry Morse Seed Co.(Usa) (Us) | j                               |
| Mega Bite F1 |      | | c, d                            |
| Megabyte |      | Züchter: Namdhari Seeds Pvt Ltd | j, o                            |
| Megagron (oder: Kozula #14)                                                                                         |      | | e                               |
| Megaline |      | Züchter: Syngenta Seeds B.V. | j                               |
| Megamarv |      | | d                               |
| Megana |      | Züchter: Monsanto Holland Bv, Westeinde 161, 1601 Bm Enkhuizen, The Netherlands | j, o                            |
| Megane |      | Züchter: Tezier Sa (Fr) | j                               |
| Megatom |      | | j                               |
| Megisti |      | Züchter: Golden West Seed Research Co. | j                               |
| Megri |      | | j                               |
| Mei Shuai |      | Züchter: Il Yong Kim | j, o                            |
| Meisie |      | | j                               |
| Mejeight |      | Züchter: Vilmorin S.A. | j                               |
| Mejico |      | Züchter: Isidro Almenar Cubells | j, o                            |
| Mekpeel |      | | j                               |
| Melange |      | Züchter: Isi Sementi Spa | j                               |
| Melani |      | Züchter: Intersemillas | j, o                            |
| Melanie |      | | c, j, m                         |
| Melany |      | | j                               |
| Meleagro 442-82 |      | Züchter: C.R.A. - Centro Di Ricerca Per L'Orticoltura (Pontecagnano, Sa) | j                               |
| Melero |      | Züchter: Magnum Seeds, Inc. | j, o                            |
| Melero F1 |      | Züchter: De Ruiter Zone | j                               |
| Melfort |      | | g, h                            |
| Melillero |      | | g, h                            |
| Melina |      | Züchter: Western Seed España, S.A. | j                               |
| Melinda |      | Züchter: Syngenta Seeds B.V. | j                               |
| Melis |      | | j                               |
| Melisa |      | Züchter: Zeraim Gedera Ltd. | j, o                            |
| Melisande |      | Züchter: Boaz Kaplan | j, o                            |
| Melisinda |      | | j                               |
| Melissa |      | Züchter: Hazera Genetics Ltd | j                               |
| Melite |      | Züchter: Hort Seed Mediterrani S.L. | j                               |
| Mellow Chime |      | | g, h                            |
| Mellow Yellow |      | | c, d                            |
| Melodia |      | | j                               |
| Melody |      | Züchter: Blumen Group S.P.A | j                               |
| Melody 9T4800 |      | | j                               |
| Melody Ll |      | | j, o                            |
| Melongenoida |      | | g, h                            |
| Melos |      | | j                               |
| Meltine |      | | j                               |
| Melvin |      | | j                               |
| Melvina |      | | c, d, e, g, h                   |
| Meme |      | | g, h                            |
| Mémé Beauce |      | | c, d                            |
| Memory |      | | j                               |
| Memory To Vavilov                                                                                                   |      | | c, d, g, h                      |
| Mendigorria |      | | c, d                            |
| Mendosa |      | | g, h                            |
| Mendoza 44 |      | | c, d                            |
| Meneghino |      | Züchter: Rijk Zwaan Zaadteelt En Zaadhandel B.V. | j, o                            |
| Menemen |      | | j                               |
| Menex (oder: Ménex)                                                                                                 |      | Züchter: Petoseed Co Inc (Us) | j, o                            |
| Menfi |      | | j                               |
| Menglo |      | | j                               |
| Menhir |      | Züchter: Nunhems B.V. | j, o                            |
| Mennonite |      | | d                               |
| Mennonite German Gold                                                                                               |      | | c, d                            |
| Mennonite Orange |      | | c, d, f                         |
| Menora |      | | j                               |
| Menryka |      | | c, e, g, h, m                   |
| Mensey |      | Züchter: Seminis Vegetable Seeds Inc. | j                               |
| Mentor |      | Züchter: Gavrish Sergej Fedorovich, Volok Olga Anatolievna, Kapustina Raisa Nikolaevna, Gladkov Dmitrij Sergeevich, Korol Valentin Grigorievich, Korostelev Aleksej Aleksandrovich, Shishkin Boris Vladimirovich, Volkov Aleksandr Aleksandrovich, Semenova Anna Nikolaevna, Artemieva Galina Mihajlovna, Filimonova Yuliya Alekseevna, Redichkina Tatiyana Aleksandrovna | j                               |
| Menuet |      | | j                               |
| Meran |      | Züchter: Nunhems B.V. | j                               |
| Merav |      | Züchter: F.A.Hebrew Uni-B.Gurion | j, o                            |
| Meraviglia |      | Züchter: Lamboseeds S.R.L. | j, o                            |
| Meraviglia Del Mercato                                                                                              |      | | c, d, f, j                      |
| Mercan |      | | j                               |
| Mercator |      | | j                               |
| Merced |      | | j                               |
| Mercedes |      | Züchter: Hebrew University | j, o                            |
| Mercek |      | | j                               |
| Mercur |      | Züchter: The Faculty Of Agriculture Of The H.U. Rehovot | j, o                            |
| Mercura |      | | j                               |
| Mercurii |      | | j, o                            |
| Mercurio |      | Züchter: De Ruiter Seeds | j, o                            |
| Mercurius |      | | j                               |
| Mercury |      | | j                               |
| Mere |      | | c                               |
| Merel |      | | j                               |
| Mereto |      | Züchter: Tezier Sa (Fr) | j                               |
| Mereto F1 |      | Züchter: Tezier | j                               |
| Meri |      | Züchter: Gavrish Sergej Fedorovich, Kapustina Raisa Nikolaevna, Gladkov Dmitrij Sergeevich, Volkov Aleksandr Aleksandrovich, Semenova Anna Nikolaevna, Artemieva Galina Mihajlovna, Filimonova Yuliya Alekseevna, Redichkina Tatiyana Aleksandrovna | j, o                            |
| Merida |      | Züchter: Nirit Seeds Ltd. | j                               |
| Meridian |      | Züchter: Golden West Seed Research Co. | j                               |
| Meridio |      | | j                               |
| Meridor |      | | j                               |
| Merilia |      | | j                               |
| Merisor |      | Züchter: Moldovanu, Lidia, Md, Grati, Maria, Md, Grati, Vasile, Md, Mihnea, Nadejda, Md | j, o                            |
| Merit |      | Züchter: Western Seed España, S.A. | j, o                            |
| Meritra |      | | j                               |
| Merkür |      | | j                               |
| Merkurij |      | Züchter: Gavrish Sergej Fedorovich, Morev Viktor Vasilievich, Amcheslavskaya Elena Valentinovna, Volok Olga Anatolievna | j, o                            |
| Merkury |      | Züchter: H. Georgiev, B. Milkov | j                               |
| Merlice |      | Züchter: Monsanto Holland B.V. | j, o                            |
| Merlin |      | Züchter: Semillas Fito, S.A. | j, o                            |
| Merlino |      | Züchter: Isi Sementi Spa | j                               |
| Merlot |      | Züchter: Zeraim Gedera Ltd (Il) | j                               |
| Merope |      | Züchter: Zeraim Gedera Ltd (Il) | j                               |
| Merrill Schulz Beefsteak                                                                                            |      | | c, d                            |
| Merrimental |      | | g, h                            |
| Merve |      | | j                               |
| Merveille Blanche                                                                                                   |      | Züchter: Domaine Public (Fr) | c, d, j                         |
| Merveille Des Marchés                                                                                               |      | Züchter: Domaine Public (Fr) | c, d, g, h, j                   |
| Merville Rocket |      | | c, d                            |
| Meryem |      | | j                               |
| Meryva |      | Züchter: Semillas Fito, S.A. | j, o                            |
| Mesco |      | | j                               |
| Messala |      | | j                               |
| Messapico |      | | j                               |
| Messeig Honigtomate                                                                                                 |      | | c                               |
| Messina |      | Züchter: Rijk Zwaan Zaadteelt En Zaadhandel Bv (Nl) | c, j                            |
| Messina Rz (oder: 73-47)                                                                                            |      | | j                               |
| Mestico |      | Züchter: Audrey Darrigues | j                               |
| Meta Vfn |      | Züchter: Di Vito Mauro, Saccardo Franco | j                               |
| Metana |      | | j                               |
| Mete |      | | j                               |
| Metelita |      | | j, o                            |
| Metelitsa |      | Züchter: Gubko Valentina Nikolaevna, Zalivakina Valentina Fedorovna, Kamanin Andrej Aleksandrovich | j                               |
| Metello |      | | j                               |
| Meteor |      | Züchter: Clause Semences Sa (Fr) | g, h, j                         |
| Metis |      | Züchter: Gavrish Sergej Fedorovich, Morev Viktor Vasilievich, Amcheslavskaya Elena Valentinovna, Volok Olga Anatolievna, Vasilieva Margarita Yurievna | j                               |
| Metro |      | Züchter: Degreef Paul | j, o                            |
| Metropol |      | | j                               |
| Metropolitan |      | | j                               |
| Metschta Lübitel'A                                                                                                  |      | | c                               |
| Mex |      | | e, g, h                         |
| Mexican (oder: Mexicaine. Mexicano)                                                                                 |      | | c                               |
| Mexican 39 |      | | c, d                            |
| Mexican Beauty |      | | c, d                            |
| Mexican Beefsteak                                                                                                   |      | | c                               |
| Mexican Cocktail |      | | c, d                            |
| Mexican Potato Leaf                                                                                                 |      | | d                               |
| Mexican Ribbed |      | | c, d, g, h                      |
| Mexican Salad |      | | c, d                            |
| Mexican Tamida |      | | c, d                            |
| Mexican Yellow |      | | c, d                            |
| Mexico |      | | c, d, j, k                      |
| Mexico Midget |      | | c, d, e                         |
| Mexico Red |      | | d                               |
| Mexikanische Fleischtomate                                                                                          |      | | c                               |
| Mexikanische Honigtomate (oder: Mexican Honey. Mexikanischer Honig. Miel De Mexique. Miel Du Mexique. Zuckertraube) |      | Cocktailtomate. Geschmack: sehr süß. Herkunft: Mexiko. Fruchtgewicht: 15 bis 25 g. Züchter: Reinsaat Kg | a, c, d, f, g, h, e, j          |
| Meyity |      | Züchter: Zeta Seeds, S.L. | j, o                            |
| Meyra |      | | j                               |
| Meys |      | | j, o                            |
| Mezzo Forte |      | | n                               |
| Mfh 7035 |      | | j                               |
| Mfh 7036 |      | | j                               |
| Mfh 9324 |      | | j, o                            |
| Mfh 9343 |      | | j, o                            |
| Mi 10 |      | Züchter: Cent. Za Povrtar. Sp (Yu) | j, o                            |
| Mi 13 |      | Züchter: Cent. Za Povrtar. Sp (Yu) | j, o                            |
| Miami |      | Züchter: Syngenta Seeds Bv (Nl) | j                               |
| Miamor |      | Züchter: Watanabe Naoki, Osaki Shinsuke, Hagimori Manabu | j, o                            |
| Miamour |      | Züchter: Yuksel Tohumculuk Tarim San. Ve Tic. Ltd. Sti. | j, o                            |
| Micado Blanc |      | | c, d                            |
| Micado Pink |      | | g, h                            |
| Micado Violettor |      | | c, e                            |
| Miceno |      | Züchter: Syngenta Seeds B.V. | j                               |
| Michael Pollan |      | | c, d, f                         |
| Michael's Victory                                                                                                   |      | | c, d                            |
| Michaela |      | Züchter: Hazera Genetics Ltd (Il)/Yissum Research Dev Of The Hebrew University Of Jerusalem (Il) | j                               |
| Michaels Portuguese Monster                                                                                         |      | | c, e                            |
| Michal |      | Züchter: Szkola Glowna Gospodarstwa Wiejskiego | j                               |
| Michal 833 (oder: Brillant)                                                                                         |      | | j                               |
| Michalitsch |      | | c                               |
| Michel |      | | j                               |
| Michela |      | | j                               |
| Michele |      | | j                               |
| Micheli |      | | j, o                            |
| Micheli F1 |      | | j                               |
| Michnevets |      | | g, h                            |
| Micinrinsk |      | | g, h                            |
| Miciu |      | Züchter: Syngenta Seeds B.V. | j                               |
| Mickey |      | | j                               |
| Micky |      | Züchter: Genista S.R.L. | j                               |
| Micra |      | | j                               |
| Micro Cherry |      | | c, m                            |
| Micro Gemma |      | | c, d                            |
| Micro Peach |      | Züchter: Panamerican Seed Europe Bv | j                               |
| Micro Tom |      | Züchter: Panamerican Seed Europe Bv | c, d, f, j, k, o                |
| Micro-Tom (oder: Mikro-Tom)                                                                                         |      | Züchter: Florida Agricultural Experiment Station | e, j                            |
| Microbeicum Occemus                                                                                                 |      | | c                               |
| Microcarpa |      | | g, h                            |
| Microgroseille |      | | c, d                            |
| Micron |      | Züchter: Isi Sementi Spa | j                               |
| Mid Day Sun |      | | g, h                            |
| Midas |      | Züchter: Plantico Hodowla I Nasiennictwo Ogrodnicze Golebiew Sp. Z O.O. | c, j, m                         |
| Middle Tennessee Low Acid                                                                                           |      | | c, d, k                         |
| Midnight In Moscow                                                                                                  |      | | c, d, f                         |
| Mieke |      | | j, o                            |
| Miel |      | | c                               |
| Mieres |      | Züchter: Capital Genetic Ebt, S.L. | j, o                            |
| Mieszko |      | Züchter: Plantico Hodowla I Nasiennictwo Ogrodnicze Zielonki Sp. Z O.O. | j                               |
| Miffa |      | Züchter: Syngenta Seeds B.V. | j                               |
| Mig |      | Züchter: Gavrish Sergej Fedorovich, Morev Viktor Vasilievich, Amcheslavskaya Elena Valentinovna, Degovtsova Tatiyana Vladimirovna, Volok Olga Anatolievna, Gladkov Dmitrij Sergeevich | j                               |
| Miguel Angel |      | | j                               |
| Miguelona |      | | j                               |
| Mihaela |      | Züchter: Mihnea, Nadejda, Md, Grati, Maria, Md, Chireeva, Galina, Md, Jacota, Anatol, Md, Grati, Vasile, Md | j, o                            |
| Mihej |      | Züchter: Lukiyanenko Anatolij Nikitovich, Dubinin Sergej Vladimirovich, Dubinina Irina Nikolaevna | j                               |
| Mihrimah |      | | j                               |
| Mijane |      | Züchter: Enza Zaden (Nl) | j, o                            |
| Mikado |      | | c, d, j                         |
| Mikado Black |      | | c                               |
| Mikado Chernyi |      | | d                               |
| Mikado Ecarlate |      | | c, d                            |
| Mikado Gelb |      | | c                               |
| Mikado Krasnji (oder: Mikado Krasnyi)                                                                               |      | | c, d                            |
| Mikado Oranzhevji (oder: Mikado Oranzhevyi)                                                                         |      | | c, d                            |
| Mikado Pink |      | | c                               |
| Mikado Regular Leaf                                                                                                 |      | | d                               |
| Mikado Rosowji (oder: Mikado Rozovyi. Mikado Rozovyj)                                                               |      | Züchter: Gavrish Sergej Fedorovich, Morev Viktor Vasilievich, Amcheslavskaya Elena Valentinovna, Degovtsova Tatiyana Vladimirovna, Volok Olga Anatolievna, Artemieva Galina Mihajlovna, Redichkina Tatiyana Aleksandrovna | c, d, j                         |
| Mikado Scharlachrot (oder: Mikado Scharlachrote. Mikado Scarlet)                                                    |      | | d, e, g, h                      |
| Mikado Violetor |      | Züchter: Domaine Public (Fr) | j                               |
| Mikado Violettor |      | | d                               |
| Mikado Violettrot                                                                                                   |      | | g, h                            |
| Mikarda Sweet |      | | c, d                            |
| Mike |      | Züchter: Southern Seed S.R.L. | j                               |
| Mike's Australian                                                                                                   |      | | c, d                            |
| Mike's Italian |      | | c, d                            |
| Mikhalych |      | | d                               |
| Miki |      | | j                               |
| Mikro Tom Gelb |      | | n                               |
| Mikro Tom Rot |      | | n                               |
| Mikulich |      | Züchter: Andreeva Evgeniya Nikolaevna, Nazina Sofiya Luisovna, Ushakova Mariya Ivanovna, Andreeva Anzhelika Nikolaevna | j                               |
| Mila |      | Züchter: Potapov Pavel Nikolaevich, Zizina Yana Fedorovna | j                               |
| Milady |      | Züchter: S & G Seeds Bv (Nl) | j                               |
| Milagro |      | Züchter: Zayin Technology, S.L. | j                               |
| Milagros |      | | j                               |
| Milaneza |      | Züchter: Enza Zaden Beheer B.V. | j, o                            |
| Milano |      | Züchter: Zayin Technology | j, o                            |
| Milano Egg |      | | c, d                            |
| Milano Plum |      | | c, d                            |
| Milarosa |      | Züchter: Enza Zaden Beheer B.V. | j                               |
| Milashka |      | Züchter: Dubinin Sergej Vladimirovich, Kirillov Mihail Ivanovich | j                               |
| Milcara |      | Züchter: Vilmorin Sa (Fr) | j                               |
| Milchperle |      | | c, e, n                         |
| Mildglobe, Hastings                                                                                                 |      | | c, d                            |
| Miledi |      | Züchter: Gavrish Sergej Fedorovich, Morev Viktor Vasilievich, Amcheslavskaya Elena Valentinovna, Degovtsova Tatiyana Vladimirovna | j                               |
| Milen |      | | j                               |
| Milena |      | Züchter: Louis Poloni (Fr) | j                               |
| Miléna |      | | j                               |
| Milenio |      | | j                               |
| Milenium |      | Züchter: Mihnea, Nadejda, Md, Grati, Maria, Md, Jacota, Anatol, Md, Grati, Vasile, Md | j, o                            |
| Milenium Fi |      | | j                               |
| Milgrene |      | | c                               |
| Mili |      | | j                               |
| Milica |      | | j                               |
| Milios |      | | j                               |
| Milja |      | | j                               |
| Milka |      | | j, o                            |
| Milka's |      | | d                               |
| Milka's Red Bulgarian                                                                                               |      | | c, d, e                         |
| Milkas Gelbe |      | | n                               |
| Milkas Rote |      | | n                               |
| Milla |      | Züchter: Bistra Atanasova | j                               |
| Millandro |      | Züchter: Enza Zaden Beheer B.V. | j, o                            |
| Millefleur |      | | c, e                            |
| Millefleurs |      | | d                               |
| Millenia |      | Züchter: Graines Gautier Sa (Fr) | j                               |
| Millennium |      | | j                               |
| Miller |      | Züchter: Boni Angelo | j                               |
| Millet's Dakota |      | | c, d                            |
| Millfleur |      | | n                               |
| Millionaire |      | Züchter: Hazera Genetics | c, d, j, o                      |
| Millionaire Hybrid                                                                                                  |      | | j                               |
| Millonety |      | Züchter: Yuksel Tohumculuk Tarim San. Ve Tic. Ltd. Sti. | j                               |
| Milo |      | Züchter: C.R.A. - Centro Di Ricerca Per L'Orticoltura (Pontecagnano, Sa) | j                               |
| Milona |      | | j                               |
| Milonga |      | | j                               |
| Milongon |      | | j                               |
| Milora |      | | j                               |
| Miloranj |      | Züchter: Makovei, Milania, Md, Guseva, Liudmila, Md, Beleaev, Pavel, Md, Botnari, Vasile, Md | j, o                            |
| Milord |      | | j                               |
| Milores |      | | j                               |
| Milos |      | | j                               |
| Milyana |      | Züchter: M. Stoyanov, L. Stamova | j                               |
| Milyana Vf |      | Züchter: M. Stoyanov, L. Stamova | j                               |
| Milzinai |      | | o                               |
| Milžinai |      | Züchter: Lietuvos Agrariniu Ir Mišku Mokslu Centro Filialas Sodininkystes Ir Daržininkystes Institutas | j                               |
| Mimate |      | | j                               |
| Mimino |      | Züchter: Gavrish Sergej Fedorovich, Kapustina Raisa Nikolaevna, Gladkov Dmitrij Sergeevich, Volkov Aleksandr Aleksandrovich, Semenova Anna Nikolaevna, Artemieva Galina Mihajlovna, Redichkina Tatiyana Aleksandrovna | j                               |
| Mina |      | Züchter: Semillas Fito, S.A. | j                               |
| Mina 8 |      | Züchter: Semillas Fito, S.A. | j                               |
| Mina M |      | Züchter: Semillas Fito, S.A. | j                               |
| Minaret |      | Züchter: Syngenta Seeds B.V. (Nl) | j                               |
| Minaret F1 |      | Züchter: Syngenta | k                               |
| Minata |      | | j                               |
| Mineral |      | | j                               |
| Minerkikorai |      | | c                               |
| Minerva |      | Züchter: Western Seed España, S.A. | j, o                            |
| Mingerzahn St. 55                                                                                                   |      | | c, g, h                         |
| Mini |      | | d, g, h, j                      |
| Mini Blanche |      | Züchter: Domaine Public (Fr) | j                               |
| Mini Carol Yellow                                                                                                   |      | | c, d                            |
| Mini Chal |      | Züchter: Won, Dong-Chan, Lim, Byoung-Hwan | j, o                            |
| Mini Charm |      | | j                               |
| Mini Gold (oder: Minigold)                                                                                          |      | Züchter: Kim Myeong-Gwon | c, d, j                         |
| Mini Manzano |      | | n                               |
| Mini On |      | | j                               |
| Mini Orange |      | Züchter: Domaine Public (Fr) | c, d, j                         |
| Mini Oxheart |      | | c, d, k                         |
| Mini Pear |      | | j                               |
| Mini Piros |      | | c                               |
| Mini Red (oder: Minired)                                                                                            |      | | j                               |
| Mini Red Cherry |      | | c, d                            |
| Mini Rose |      | | c, d, g, h, m                   |
| Mini Rouge |      | Züchter: Domaine Public (Fr) | j                               |
| Mini San Marzano |      | | n                               |
| Mini Star (oder: Ministar)                                                                                          |      | | c, j                            |
| Minibel |      | Züchter: Lukiyanenko Anatolij Nikitovich, Dubinin Sergej Vladimirovich, Dubinina Irina Nikolaevna | c, d, e, j                      |
| Minibelle (oder: Minibell. Mini Bell)                                                                               |      | | g, h, j, n                      |
| Minica Jaune |      | | c, d                            |
| Minidor |      | Züchter: Isi Sementi Spa | j                               |
| Minie Plissée |      | | c, d                            |
| Minilou |      | Züchter: Gautier Semences S.A.S. | j, o                            |
| Minimarzano |      | | o                               |
| Minimate |      | Züchter: De Ruiter Seeds B.V. | j                               |
| Minimato |      | Züchter: Nirit Seeds Ltd | j                               |
| Minimonk |      | | g, h                            |
| Minin |      | Züchter: Nastenko Nataliya Viktorovna, Kachajnik Vladimir Georgievich, Gul'Kin Mihail Nikolaevich | j                               |
| Minipop |      | | g, h                            |
| Miniroma J |      | | j, o                            |
| Ministr |      | Züchter: Kudryashov Andrej Vasilievich | j                               |
| Minitiger (oder: Mini Tiger)                                                                                        |      | Züchter: Tomatech R&D Israel L.T.D. | j, o                            |
| Minito 9 T 8459 |      | | j                               |
| Miniver |      | | g, h                            |
| Minizano |      | | j                               |
| Minnesota Large Yellow                                                                                              |      | | c, d                            |
| Minnie |      | | j                               |
| Minnie's Pin Stripe                                                                                                 |      | | c, d                            |
| Minoan |      | Züchter: Golden West Seed Research Co. | j                               |
| Minoprio |      | Züchter: Hm. Clause Sa | j                               |
| Minor |      | Züchter: Kudryavtseva Galina Aleksandrovna, Fotev Yurij Valentinovich, Belysheva Nina Vasilievna | j                               |
| Minos |      | Züchter: Western Seed España, S.A. | j, o                            |
| Minosse |      | Züchter: Isi Sementi Spa | j                               |
| Minotauro |      | Züchter: P. Degreef | j                               |
| Minsky Early |      | | g, h                            |
| Mint Julep |      | | d, f                            |
| Mintich |      | | j                               |
| Minuet |      | Züchter: Isi Sementi Spa | j                               |
| Minuetto |      | | j                               |
| Minuettoplus |      | | j                               |
| Minuscula |      | | g, h                            |
| Minusinski |      | | e                               |
| Minusinskij Rannij                                                                                                  |      | | c, d                            |
| Minusinskij Rozovyi (oder: Minussinskij Rosowji)                                                                    |      | | c, d                            |
| Minusinskiy Zheltyi                                                                                                 |      | | d                               |
| Minuta |      | | g, h                            |
| Minutula |      | | g, h                            |
| Mio Grande |      | | n                               |
| Mion |      | | j, o                            |
| Mira |      | | j                               |
| Mirabell |      | Züchter: Enza Zaden Beheer B.V. | b, e, j, k                      |
| Mirabella |      | Züchter: Kachajnik Vladimir Georgievich, Gul'Kin Mihail Nikolaevich, Karmanova Olga Alekseevna, Matyunina Svetlana Vladimirovna | c, j                            |
| Mirabelle |      | | c, d                            |
| Mirabelle Blanche                                                                                                   |      | Züchter: Domaine Public (Fr) | d, e, g, h, j, m                |
| Mirabelle Jaune |      | | c                               |
| Mirabelle Rot |      | | c, n                            |
| Miracle |      | | j                               |
| Miracle Of A World                                                                                                  |      | | g, h                            |
| Miracle Sweet |      | | d, k                            |
| Mirage |      | Züchter: Seminis Veget.Seeds Inc | j, o                            |
| Mirako |      | | j                               |
| Miralaj (oder: Miralay)                                                                                             |      | Züchter: Gavrish Sergej Fedorovich, Morev Viktor Vasilievich, Amcheslavskaya Elena Valentinovna, Degovtsova Tatiyana Vladimirovna, Volok Olga Anatolievna, Artemieva Galina Mihajlovna, Redichkina Tatiyana Aleksandrovna | j                               |
| Miramar |      | | j                               |
| Miranda |      | Züchter: Graines Gautier Sa (Fr) | c, j                            |
| Mirara |      | Züchter: Kawai Yoshifumi | j, o                            |
| Miraya |      | Züchter: Semillas Fito, S.A. | j, o                            |
| Mirazh |      | Züchter: Dmitrieva Anna Sergeevna, Nazarenko Raisa Isaevna, Chvyr' Nadezhda Ivanovna, Doseeva Olga Aleksandrovna | j                               |
| Mirea |      | | j                               |
| Mirela |      | | j                               |
| Mirella |      | | j                               |
| Mirely |      | | j                               |
| Miriam |      | Züchter: Rijk Zwaan B.V. | j                               |
| Miro |      | | j                               |
| Miroma |      | | j                               |
| Miroo |      | | j                               |
| Miroucos |      | Züchter: Rijk Zwaan Zaadteelt En Zaadhandel Bv (Nl) | j                               |
| Mirra 9 T 6786 |      | | j                               |
| Mirror |      | | j                               |
| Mirsini |      | | j                               |
| Mirtillo |      | Züchter: Cora Seeds | j                               |
| Mirto |      | | j                               |
| Mirusa |      | Züchter: Nirit Seeds Ltd. | j, o                            |
| Miry 6 |      | | g, h                            |
| Mirza |      | | c                               |
| Mischka |      | | c, e, g, h                      |
| Mishel |      | Züchter: Pivovarov Viktor Fedorovich, Mamedov Mubariz Isa Ogly, Kachajnik Vladimir Georgievich, Gul'Kin Mihail Nikolaevich | j                               |
| Misket |      | | j                               |
| Misora |      | | j                               |
| Miss Kennedy |      | | c, e, f, g, hm                  |
| Miss Kim |      | | j                               |
| Miss Mira |      | Züchter: Myazina Lyubov' Anatolievna | j                               |
| Mission Dyke |      | | c, e, g, h, m                   |
| Mississippi |      | | j, o                            |
| Missouri |      | | c, j                            |
| Missouri Giant |      | | c, d                            |
| Missouri Original                                                                                                   |      | | j, k, o                         |
| Missouri Pink Love Apple                                                                                            |      | | c, d, e, g, h, k                |
| Missty |      | Züchter: Hazera Genetics | j, o                            |
| Mister |      | Züchter: Seminis Veget.Seeds Inc | j                               |
| Mister Red |      | Züchter: Zeta Seeds S.L. | j                               |
| Mistic |      | | j                               |
| Mistico |      | | j, o                            |
| Mistral |      | Züchter: L. Daehnfeldt A/S | j, o                            |
| Mistralla |      | Züchter: Vikima Seed A.S. | j                               |
| Mithra |      | | j                               |
| Mitico |      | | j                               |
| Mitkos |      | | c, d                            |
| Mito |      | Züchter: Intersemillas | j, o                            |
| Mitridat |      | Züchter: Gavrish Sergej Fedorovich, Morev Viktor Vasilievich, Amcheslavskaya Elena Valentinovna, Volok Olga Anatolievna, Nesterovich Arkadij Nikolaevich | j                               |
| Mitschka |      | Züchter: Rijk Zwaan Zaadteelt En Zaadhandel Bv (Nl) | j                               |
| Mityca |      | Züchter: Gautier Semences Sas (Fr) | j                               |
| Mityunyushka |      | Züchter: Panchev Yurij Ivanovich, Panchev Yurij Yurievich, Tarasov Yurij Dmitrievich | j                               |
| Miura |      | Züchter: E.N.E.A. & Convase | j                               |
| Mixtly |      | Züchter: Zeraim Gedera Ltd (Il) | j, o                            |
| Mizar |      | Züchter: L. Daehnfeldt A/S | j, o                            |
| Mizo |      | Züchter: Hotzev Amit | j                               |
| Mizuna |      | | j                               |
| Mizuzu |      | Züchter: Syngenta Participations Ag | j                               |
| Mm |      | | j, o                            |
| Mm 1113 |      | Züchter: Zhivko Danailov | j                               |
| Moana |      | Züchter: Piana Salvatore | j                               |
| Moase |      | | j, o                            |
| Mobil |      | | c, d, f, g, h, j                |
| Mobil 200 |      | | j                               |
| Moda |      | | j                               |
| Model |      | Züchter: Esasem Spa | j                               |
| Modena |      | Züchter: Produkcja I Hodowla Roslin Ogrodniczych Krzeszowice Sp. Z O.O. | j                               |
| Moderatto |      | Züchter: Gavrish Sergej Fedorovich, Dmitrieva Anna Sergeevna, Kapustina Raisa Nikolaevna, Gladkov Dmitrij Sergeevich, Grushanin Aleksej Ivanovich, Volkov Aleksandr Aleksandrovich, Semenova Anna Nikolaevna, Artemieva Galina Mihajlovna, Filimonova Yuliya Alekseevna, Redichkina Tatiyana Aleksandrovna                                                                | j                               |
| Moderno |      | Züchter: Hm Clause Sa (Fr) | j, o                            |
| Modicano |      | Züchter: Syngenta Participations Ag | j                               |
| Modul |      | Züchter: Gavrish Sergej Fedorovich, Volok Olga Anatolievna, Kapustina Raisa Nikolaevna, Gladkov Dmitrij Sergeevich, Korol Valentin Grigorievich, Korostelev Aleksej Aleksandrovich, Shishkin Boris Vladimirovich, Volkov Aleksandr Aleksandrovich, Semenova Anna Nikolaevna, Artemieva Galina Mihajlovna, Filimonova Yuliya Alekseevna, Redichkina Tatiyana Aleksandrovna | j                               |
| Modus |      | Züchter: Clause Polska Sp. Z O.O. | j                               |
| Modykano |      | Züchter: Syngenta Participations Ag | j                               |
| Moeller |      | | c, d                            |
| Mogador |      | Züchter: Semillas Fito, S.A. | j, o                            |
| Mogambo |      | Züchter: Sunseeds Ltd | j                               |
| Mogano |      | | j                               |
| Mogersdorfer Herzen                                                                                                 |      | | n                               |
| Mogola |      | | c, d                            |
| Mogul |      | | j                               |
| Mohai |      | Züchter: Syngenta Seeds B.V. | j                               |
| Mohamed |      | | c, d, e, n                      |
| Mohawk |      | | j                               |
| Mohnatyj Shmel |      | Züchter: Fotev Yurij Valentinovich, Kotel'Nikova Marina Aleksandrovna, Kondakov Sergej Nikolaevich | j                               |
| Moira |      | Züchter: Vilmorin Sa (Fr) | c, d, j                         |
| Moj General |      | Züchter: Dederko Vladimir Nikolaevich, Postnikova Tatiyana Nikolaevna | j                               |
| Mojacar |      | Züchter: S & G Seeds Bv (Nl) | j, o                            |
| Mojave |      | Züchter: Syngenta Seeds B.V. | j                               |
| Mojito |      | Züchter: Sativa Seeds & Services S.R.L. | j                               |
| Mokito |      | Züchter: Enza Zaden B.V. | j                               |
| Mokka |      | | c, g, h, j, n, o                |
| Moldavian Bison |      | | g, h                            |
| Moldavische |      | | n                               |
| Moldavskij Rannij                                                                                                   |      | | g, h                            |
| Moldemy |      | | j                               |
| Moldex |      | | j                               |
| Moldovan Green |      | | c, d                            |
| Moldoveanca |      | | j                               |
| Moldy |      | | j                               |
| Molett |      | | j                               |
| Molier |      | Züchter: Semillas Fitó S.A. | j, o                            |
| Molina |      | Züchter: Semillas Fito, S.A. | j, o                            |
| Molitor |      | Züchter: Sunseeds Europe (Fr) | j                               |
| Molniya |      | | j                               |
| Molodchina |      | Züchter: Fotev Yurij Valentinovich, Kotel'Nikova Marina Aleksandrovna, Kondakov Sergej Nikolaevich | j                               |
| Molok |      | Züchter: Syngenta Seeds B.V. | j, o                            |
| Molteno |      | Züchter: Olter Srl | j                               |
| Moly |      | Züchter: Ben Oliel, Gadi | j, o                            |
| Mom's |      | | c, d                            |
| Mom's Paste |      | | c, d, k                         |
| Moment |      | Züchter: Egiyan Madlena Egishevna, Goryajnova Olga Dmitrievna | j                               |
| Momentado |      | | c, d                            |
| Momentum |      | Züchter: Isi Sementi Spa | j                               |
| Momini Salzi |      | Züchter: Tsvetelin Yankov | j                               |
| Momo |      | Züchter: Rijk Zwaan B.V. | j                               |
| Momoakari |      | Züchter: Yanokuchi Yukio, Okamoto Kiyoshi, Baba Hidemi, Kobayashi Tadakazu, Fujimori Motohiro, Ito Kimio, Motoki Satoru, Oguchi Tomoji, Kobayashi Masaru | j, o                            |
| Momotaro F1 |      | | c, d                            |
| Momotaro Japan |      | | c                               |
| Momtaz |      | Züchter: Syngenta Seeds B.V. | j                               |
| Mon Plaisir |      | | g, h                            |
| Mona (oder: S. R. 765)                                                                                              |      | | j                               |
| Mona Lisa |      | Züchter: Syngenta Seeds B.V. | c, j                            |
| Mona Liza |      | | j                               |
| Monah |      | Züchter: Kondratieva Irina Yurievna, L'Vova Alina Yurievna, Ahmedova Bade Abdulovna | j                               |
| Monalbo |      | Züchter: Institut National De La Recherche Agronomique (Fr) | j                               |
| Monaline |      | Züchter: Syngenta Seeds B.V. | j                               |
| Monar |      | | j                               |
| Monarch |      | | c, d, e, g, h                   |
| Monarco |      | | j                               |
| Monarka |      | Züchter: Western Seed España, S.A. | j, o                            |
| Monastirskaja Trapesa (oder: Monastyrskaya Trapeza)                                                                 |      | Züchter: Dederko Vladimir Nikolaevich, Postnikova Olga Valentinovna | c, d, j                         |
| Monastirskaja Trapesa Krasnaja (oder: Monastyrskaya Trapeza Krasnaya)                                               |      | | c, d                            |
| Monate |      | | j                               |
| Monbasa |      | Züchter: Nongwoo Bio Co. Ltd. | j, o                            |
| Moncherry |      | | j                               |
| Moncherry 2000 |      | | j, o                            |
| Monda |      | Züchter: Clause Semences Sa (Fr) | c, d, j                         |
| Mondal |      | | j, o                            |
| Mondalina |      | | j                               |
| Mondana |      | | j                               |
| Mondego |      | | j                               |
| Mondego I |      | | j                               |
| Mondeo |      | | j                               |
| Mondi Sw |      | | j                               |
| Mondial |      | Züchter: Ensa Zaden Beheer B.V., P.O. Box 7, 1600 Aa Enkhuizen, Haling 1, 1602 Db Enkhuizen, The Netherlands | j, o                            |
| Mondial F1 |      | Züchter: Enza Zaden | k                               |
| Mondiego |      | Züchter: Rijk Zwaan Zaadteelt En Zaadhandel B.V. | j                               |
| Mondlina |      | | j                               |
| Mondo Duro |      | | g, h                            |
| Mondragon |      | | j                               |
| Monello |      | | j, o                            |
| Monet |      | | j                               |
| Moneta |      | | j                               |
| Monetka |      | Züchter: Nastenko Nataliya Viktorovna, Kachajnik Vladimir Georgievich, Gul'Kin Mihail Nikolaevich | j                               |
| Moneyberg |      | | j, o                            |
| Moneycross |      | | g, h, j, o                      |
| Moneydor |      | | j                               |
| Moneyglobe Rr |      | | j, o                            |
| Moneymaker (oder: Money Maker)                                                                                      |      | Herkunft: England 1913. Züchter: Austrosaat (At) | c, d, e, g, h, j, k, l, m, o    |
| Moneysprint |      | | g, h                            |
| Mong |      | | c, d                            |
| Mongal |      | Züchter: Institut National De La Recherche Agronomique (Fr) | j                               |
| Mongo |      | Züchter: Ramiro Arnedo, S.A. | j, o                            |
| Mongolskiy Karlik                                                                                                   |      | | d                               |
| Monica |      | | j                               |
| Monika |      | | j, o                            |
| Monika F1 |      | | j                               |
| Monile |      | Züchter: Geneplanta | j                               |
| Monique |      | Züchter: Yissum Research Dev Of The Hebrew University Of Jerusalem (Il) | j                               |
| Monisto Izumrudnoe                                                                                                  |      | Züchter: Gavrish Sergej Fedorovich, Morev Viktor Vasilievich, Amcheslavskaya Elena Valentinovna, Degovtsova Tatiyana Vladimirovna, Volok Olga Anatolievna | j                               |
| Monisto Rozovoe |      | Züchter: Gavrish Sergej Fedorovich, Morev Viktor Vasilievich, Amcheslavskaya Elena Valentinovna, Degovtsova Tatiyana Vladimirovna, Volok Olga Anatolievna, Vasilieva Margarita Yurievna | j                               |
| Monisto Shokoladnoe                                                                                                 |      | Züchter: Gavrish Sergej Fedorovich, Morev Viktor Vasilievich, Amcheslavskaya Elena Valentinovna, Volok Olga Anatolievna, Vasilieva Margarita Yurievna | j                               |
| Monisto Yantarnoe                                                                                                   |      | Züchter: Gavrish Sergej Fedorovich, Morev Viktor Vasilievich, Amcheslavskaya Elena Valentinovna, Degovtsova Tatiyana Vladimirovna, Volok Olga Anatolievna, Vasilieva Margarita Yurievna | j                               |
| Monita |      | Züchter: Institut National De La Recherche Agronomique (Fr) | j                               |
| Monito |      | Züchter: Vikima Seed A.S. | j                               |
| Monix |      | Züchter: Nunhems B.V. | j                               |
| Monk |      | | c, d                            |
| Monkey Ass |      | | c, d                            |
| Monkladex |      | | j, o                            |
| Monkur |      | | j                               |
| Monogram |      | Züchter: Nunhems B.V. | j, o                            |
| Monograma |      | Züchter: Nunhems B.V. | j, o                            |
| Monogramma |      | Züchter: Degreef Paul | j                               |
| Monomakh Grown (oder: Monstertomate)                                                                                |      | | f                               |
| Monomakh's Hat |      | | d                               |
| Monprecos |      | | j                               |
| Monro |      | Züchter: Gavrish Sergej Fedorovich, Kapustina Raisa Nikolaevna, Gladkov Dmitrij Sergeevich, Volkov Aleksandr Aleksandrovich, Semenova Anna Nikolaevna, Artemieva Galina Mihajlovna, Filimonova Yuliya Alekseevna, Redichkina Tatiyana Aleksandrovna | j                               |
| Monroe |      | Züchter: Enza Zaden (Nl) | j, o                            |
| Monroe F1 |      | | j                               |
| Monsan |      | | j                               |
| Monstro |      | | j, o                            |
| Monstrosa |      | | g, h                            |
| Mont Athos |      | | c, d                            |
| Mont De Maratz |      | | c, d                            |
| Montalban |      | | j                               |
| Montalban 2000 |      | | j, o                            |
| Montalbano Ty |      | Züchter: Eugen Seed S.R.L. | j                               |
| Montale |      | Züchter: Meridiem Seeds S.L. | j, o                            |
| Montalino |      | | j                               |
| Montalvo |      | Züchter: Rijk Zwaan Zaadteelt En Zaadhandel B.V. | j, o                            |
| Montana |      | Züchter: Ivanov Evgenij Aleksandrovich | j                               |
| Montaner |      | Züchter: Rijk Zwaan Zaadteelt En Zaadhandel B.V. | j, o                            |
| Monte |      | | j                               |
| Monte Athos |      | | n                               |
| Monte Campione |      | Züchter: Isi Sementi Spa | j                               |
| Monte Carlo (oder: Montecarlo)                                                                                      |      | | d, j, k                         |
| Monte Carlo F1 |      | | c                               |
| Monte Cristo (oder: Montecristo)                                                                                    |      | | j                               |
| Monte Verde |      | Züchter: North Carolina Agricultural Research Service | j, o                            |
| Montealto |      | Züchter: Bernardus Maria Tax | j                               |
| Monteazul |      | Züchter: Others: Rijk Zwaan Zaadteelt E, Bre: Rijk Zwaan Zaadteelt En Z, App: Rijk Zwaan Zaadteelt En , | j                               |
| Montebello |      | Züchter: Nunhems B.V. | j                               |
| Montebelo |      | | j                               |
| Montecarlo |      | | o                               |
| Monteforte |      | Züchter: Mfm International S.R.L. | j                               |
| Montego |      | Züchter: Isi Sementi Spa | j                               |
| Montello |      | Züchter: Asgrow Seed Company | j                               |
| Montello Aaa |      | | j, o                            |
| Montemayor |      | Züchter: Rijk Zwaan Zaadteelt En Zaadhandel B.V. | j, o                            |
| Montenegro |      | Züchter: Rijk Zwaan Zaadteelt En Zaadhandel B.V. | j                               |
| Montera |      | Züchter: Northrup King Co (Us) | j                               |
| Montericco |      | | j, o                            |
| Monterojo |      | Züchter: Rijk Zwaan Zaadteelt En Zaadhandel B.V. | j, o                            |
| Monterone |      | | j                               |
| Monterosa |      | |                                 |
| Monterosso |      | | j                               |
| Monterrey |      | Züchter: Nunhems B.V. | j, o                            |
| Montezuma |      | Züchter: "Rijk Zwaan Zaadteelt & Zaadhandel, B.V. | j, o                            |
| Montfavet |      | | c, d                            |
| Montfavet 28 |      | Züchter: Institut National De La Recherche Agronomique (Fr) | j                               |
| Montfavet 63 18 |      | Züchter: Institut National De La Recherche Agronomique (Fr) | j                               |
| Montfavet 63 4 |      | Züchter: Institut National De La Recherche Agronomique (Fr) | j                               |
| Montfavet 63 5 |      | Züchter: Institut National De La Recherche Agronomique (Fr) | j                               |
| Montgri |      | Züchter: F. Casañas, J. Casals, L. Bosch | j, o                            |
| Montiel |      | Züchter: Pioneer Hi-Bred International Inc | j, o                            |
| Montijo |      | | j                               |
| Montimar |      | | j                               |
| Montorio |      | Züchter: Isi Sementi Spa | j                               |
| Montreal |      | | j                               |
| Montreal Tasty |      | | c, d, e                         |
| Montresor |      | Züchter: Isi Sementi Spa | j                               |
| Montsant |      | | j                               |
| Montserrat (oder: Montserat)                                                                                        |      | | c, d, f, j                      |
| Monty |      | Züchter: Seminis Veget. Seeds Inc | j, o                            |
| Monza |      | | j                               |
| Monzon |      | Züchter: Semillas Almeria I+D, S.L. | j, o                            |
| Monzón |      | | j                               |
| Mooketzi |      | | j                               |
| Moon Glow (oder: Moonglow)                                                                                          |      | Züchter: Domaine Public (Fr) | c, e, f, g, h, j, k             |
| Moon's Monster Blush                                                                                                |      | | d                               |
| Moonlight At-601 |      | | j                               |
| Moonray |      | | j, o                            |
| Moonset |      | | j, o                            |
| Moonstar |      | Züchter: Golden West Seed Research Co. | j                               |
| Mops |      | Züchter: Gavrish Sergej Fedorovich, Kapustina Raisa Nikolaevna, Gladkov Dmitrij Sergeevich, Volkov Aleksandr Aleksandrovich, Semenova Anna Nikolaevna, Artemieva Galina Mihajlovna, Filimonova Yuliya Alekseevna, Redichkina Tatiyana Aleksandrovna | j                               |
| Mora |      | Züchter: Agro-Tip Handels- und Consultingges. mbH | j                               |
| Morabel |      | | j                               |
| Morado |      | | c, d, f, j, o                   |
| Morado Chocolate |      | | d                               |
| Morado De Fitero |      | | j, o                            |
| Morado De La Cabrera                                                                                                |      | | d                               |
| Morado De Vejer |      | | j, o                            |
| Morado Mod |      | | j                               |
| Morado Tardio |      | | j, o                            |
| Moraima |      | Züchter: Western Seed España, S.A. | j, o                            |
| Moran 3053 |      | Züchter: Harris Moran Seed Company | j, o                            |
| Morane |      | Züchter: Graines Gautier Sa (Fr) | j                               |
| Morano |      | | m                               |
| Morao |      | | c, d                            |
| Morata |      | | g, h                            |
| Morava |      | Züchter: Asgrow Seed Company (Us)/Bruinsma (Nl) | j                               |
| Moravi |      | | j                               |
| Moravskoe Chudo |      | | j                               |
| Moravskoje Tschudo                                                                                                  |      | | c                               |
| Moravsky Div |      | | c, d, e, f, n                   |
| Morden |      | Züchter: Stacja Hodowli Roslin Ogrodniczych Pass | j                               |
| Morden Yellow |      | | c, d, g, h                      |
| Morelia |      | | j                               |
| Morellino |      | | j                               |
| Morena |      | | c, d, j                         |
| Moreno |      | | j                               |
| Moresca |      | | j                               |
| Moresco |      | Züchter: Eugen Seed S.R.L. | j                               |
| Moresto |      | | j                               |
| Moreton F1 |      | | d                               |
| Morettino |      | | j, o                            |
| Moretto |      | Züchter: Consorzio Sativa Societá Cooperativa Agricola | j                               |
| Morgan |      | Züchter: Isi Sementi Spa | j                               |
| Morganstar |      | Züchter: Syngenta Participations Ag | j                               |
| Morgentau |      | | c                               |
| Moria |      | Züchter: Hm Clause Sa (Fr) | j                               |
| Moriac |      | | j                               |
| Morigami |      | Züchter: Zeraim Gedera Ltd (Il) | j                               |
| Morkovnyi |      | | d                               |
| Morkownji |      | | c                               |
| Morning |      | | g, h                            |
| Morning Light |      | Reifezeit: 70 Tage. | i (31. August 2016)             |
| Morning Love |      | | c, m                            |
| Morning Sun |      | | c, d                            |
| Moro |      | Züchter: Lamboseeds S.R.L. | j                               |
| Morouj |      | | j                               |
| Morozko |      | Züchter: Myazina Lyubov' Anatolievna | j                               |
| Morris |      | | j, o                            |
| Morse 498 |      | | g, h                            |
| Mortalis |      | | g, h                            |
| Mortgage Lifter |      | | c, d, f                         |
| Mortgage Lifter Bicolor                                                                                             |      | | c, d, k                         |
| Mortgage Lifter Pesta                                                                                               |      | | c, d                            |
| Mortgage Lifter Red                                                                                                 |      | | c, d, k                         |
| Mortgage Lifter Yellow                                                                                              |      | | c, d, k                         |
| Moruno |      | Züchter: Tomatech R&D Israel L.T.D. | d, j, o                         |
| Moruno De Aranjuez                                                                                                  |      | | j, o                            |
| Moruno De Villa Del Prado                                                                                           |      | | j, o                            |
| Moryana |      | Züchter: Kondratieva Irina Yurievna, Avdeev Yurij Ivanovich, Ivanova Elena Ivanovna, Boeva Tamara Vasilievna | j                               |
| Morzh |      | Züchter: Sedyakov Mihail Valeriyanovich, Larina Galina Nikolaevna, Kovaleva Nadezhda Vladimirovna | j                               |
| Mosage |      | | g, h                            |
| Mosaico |      | Züchter: Olter Srl | j                               |
| Moscatel |      | Züchter: Rijk Zwaan Zaadteelt En Zaadhandel B.V. | j, o                            |
| Moschus Muskat |      | | c                               |
| Moscow |      | | c, d, g, h                      |
| Moscow Delicious |      | | d                               |
| Moscow Long |      | | c                               |
| Moscow Red |      | | c                               |
| Moscow Round |      | | c                               |
| Mose |      | Züchter: Syngenta Crop Protection Ag | j                               |
| Mosino |      | Züchter: Agro-Tip Handels- und Consultingges. mbH | j                               |
| Moskauer Delikatesse                                                                                                |      | | c                               |
| Moskauer Lichter |      | | n                               |
| Moskovich |      | | c, d, k                         |
| Moskoviya |      | Züchter: Tarasenkov Ivan Illarionovich, Bekov Rustam Hizrievich | j                               |
| Moskovskij |      | Züchter: Myazina Lyubov' Anatolievna | j                               |
| Moskovskij Delikates                                                                                                |      | Züchter: Nalizhityj Vladimir Maksimovich, Korotkov Sergej Anatolievich, Dynnik Anatolij Vasilievich, Kochkin Aleksandr Viktorovich | j                               |
| Moskovskij Osennij                                                                                                  |      | | c, g, h                         |
| Moskovskiy Delikates                                                                                                |      | | d                               |
| Moskva |      | Züchter: Hazera Genetics Ltd. \Yissum, Research Development Company Of The Hebrew University Of Jerusalem | j                               |
| Moskvich |      | Züchter: Glavinich Ruzhitsa Dushanovna, Toropkina Mariya Nikolaevna | d, f, j                         |
| Moskwitsch |      | | c, g, h                         |
| Motabo |      | Züchter: Institut National De La Recherche Agronomique (Fr) | j                               |
| Motekino |      | | j                               |
| Mother Russia |      | | c, d                            |
| Motif |      | | j                               |
| Motivo |      | Züchter: Seedcross Inc. | j                               |
| Motley |      | | c, g, h                         |
| Motril |      | Züchter: Semillas Fito, S.A. | j                               |
| Motto |      | Züchter: Takii & Co. Ltd. | j, o                            |
| Motto F1 |      | Züchter: Takii & Co. Ltd. | j                               |
| Mouna |      | | j                               |
| Mountain Cherry |      | | e, g, h, n                      |
| Mountain Fresh |      | | d, j                            |
| Mountain Fresh Plus                                                                                                 |      | Züchter: Harris Moran Seed Company (Usa) (Us) | d, j, o                         |
| Mountain Fresh Plus F1                                                                                              |      | | d                               |
| Mountain Gold |      | Züchter: North Carolina Agricultural Research Service | c, d, f, j, o                   |
| Mountain Magic |      | Züchter: Bejo Zaden B.V. | j                               |
| Mountain Magic F1                                                                                                   |      | | c, d                            |
| Mountain Merit |      | Züchter: Bejo Zaden B.V. | j, o                            |
| Mountain Pride |      | Züchter: Castle Inc.Research Depar. (Us) | j                               |
| Mountain Princess                                                                                                   |      | | c, d, f                         |
| Mountain Roma X F2 Sun Sugar                                                                                        |      | | d                               |
| Mountain Spring |      | Züchter: Syngenta Seeds | j                               |
| Mountain Spring F1                                                                                                  |      | | d                               |
| Mountain Supreme |      | | d                               |
| Mountaineer Mystery                                                                                                 |      | | c, d                            |
| Mouscho |      | | c                               |
| Movida |      | Züchter: Meridiem Seeds S.L. | j                               |
| Moya |      | | c, d                            |
| Moya Lyubov |      | Züchter: Myazina Lyubov' Anatolievna | j                               |
| Moya Noire |      | | d                               |
| Moya Radost |      | Züchter: Mashtakov Aleksej Alekseevich, Mashtakova Anna Harlampievna, Dubinin Sergej Vladimirovich, Mashtakov Nikolaj Alekseevich | j                               |
| Moya Semya |      | | c                               |
| Moya Verte |      | | d                               |
| Mozark |      | | c, d                            |
| Mozart |      | Züchter: Capital Genetic Ebt, S.L. | j, o                            |
| Mozateco |      | | j                               |
| Mozia |      | Züchter: Axia Vegetable Seeds B.V. | j, o                            |
| Mozkorra Aretxabaleta                                                                                               |      | | d                               |
| Mozovia |      | | j                               |
| Mr. Brown |      | | c, d, e, g, h, k                |
| Mr. Brown's Bicolor                                                                                                 |      | | c, d                            |
| Mr. Bruno |      | | c, d                            |
| Mr. Fumarole |      | | c, d                            |
| Mr. Gallinelli's Plum                                                                                               |      | Reifezeit: 75 Tage. | i (31. August 2016)             |
| Mr. Hart Pink |      | | c, d                            |
| Mr. Hart Red |      | | c                               |
| Mr. Hawkins |      | | c, d, k                         |
| Mr. Jop |      | | j                               |
| Mr. Stripey |      | | c, d, e, g, h                   |
| Mr. Tartar's German Tomato                                                                                          |      | | c, d                            |
| Mr. Underwood's Pink German Giant                                                                                   |      | | c, d                            |
| Mramornyj |      | Züchter: Tarasov Yurij Dmitrievich | j                               |
| Mrs. Benson |      | | c, d                            |
| Mrs. Bot's Italian Giant                                                                                            |      | | c, d                            |
| Mrs. Horst's Oxheart                                                                                                |      | | c, d                            |
| Mrs. Houseworth |      | | c, d, k                         |
| Mrs. Kennedy |      | | c, d                            |
| Mrs. Lindsay |      | | n                               |
| Mrs. Maxwell's Big Italian                                                                                          |      | | c, d, k                         |
| Mrs. Meadows |      | | c, d                            |
| Mrs. Pinky |      | | c, e, m, n                      |
| Mrs. Stripey |      | | n                               |
| Ms 1453 |      | | j                               |
| Ms 5 Cherry |      | | d, e, g, h, k                   |
| Ms Dora |      | Züchter: May Agro Seed Corp.(Tr) | j                               |
| Ms Grando |      | Züchter: May Agro Seed Corp.(Tr) | j                               |
| Msc 50 |      | Züchter: Sevgi Mutlu, Mehmet Asim Haytaoglu, Ayse Kahraman, Seyfullah Binbir | j                               |
| Msia |      | | c, d                            |
| Mt. 1030 |      | | j                               |
| Mt. 1034 |      | | j                               |
| Mt. 1083 |      | | j                               |
| Mt. 13/47 |      | | g, h                            |
| Mt. Athos |      | | c, d                            |
| Mt. Vesuvius |      | | d                               |
| Mtp 20 |      | Züchter: Mochizuki Tatsuya, Ishiuchi Denji, Ito Kimio, Uemura Shoji | j, o                            |
| Muar |      | Züchter: Nastenko Nataliya Viktorovna, Kachajnik Vladimir Georgievich, Kandoba Aleksej Viktorovich | j                               |
| Muchacha |      | | c, d                            |
| Muchamiel |      | | c, d, j                         |
| Muchamiel Umh 1200                                                                                                  |      | Züchter: Juan Jose Ruiz Martinez Y Santiago Garcia Martinez | j                               |
| Muddy Mamba |      | | c, d                            |
| Muddy Waters |      | | c, d, e                         |
| Mudrets |      | | j                               |
| Muganzo |      | | j                               |
| Mugello |      | | j                               |
| Mühls Mini |      | | c, j, n                         |
| Müjde |      | | j                               |
| Mukta |      | | j                               |
| Mulat B |      | Züchter: Gavrish Sergej Fedorovich, Morev Viktor Vasilievich, Amcheslavskaya Elena Valentinovna, Volok Olga Anatolievna, Vasilieva Margarita Yurievna | j                               |
| Mulato Sabor |      | Züchter: Agrinature Innova, Sl | j, o                            |
| Mulato Star |      | Züchter: Agrinature Innova, Sl | j, o                            |
| Mule Team |      | | c, d, e, f, g, h, k             |
| Mule Team Potato Leaf                                                                                               |      | | d                               |
| Mulen Ruzh |      | Züchter: Botyaeva Galina Viktorovna, Ugarova Svetlana Viktorovna, Dederko Vladimir Nikolaevich | j                               |
| Mullen's Mortgage Lifter                                                                                            |      | | c, d, f                         |
| Mully (oder: Von Gruno)                                                                                             |      | | f                               |
| Multi Color |      | | m                               |
| Multi Fructi |      | | n                               |
| Multibred |      | | j, o                            |
| Multibrid |      | | j                               |
| Multicia |      | Züchter: Rijk Zwaan Zaadteelt En Zaadhandel B.V. | j                               |
| Multicolor (oder: Multi Color)                                                                                      |      | | b, c, d, e, f, g, h             |
| Multicross A 12 |      | | j, o                            |
| Multiflora |      | | g, h                            |
| Multifolia |      | | g, h                            |
| Multiformis |      | | g, h                            |
| Multifort |      | | j, o                            |
| Multifurcata |      | | g, h                            |
| Multinata |      | | g, h                            |
| Multinervis |      | | g, h                            |
| Multiplex |      | | g, h                            |
| Multiplicata |      | | g, h                            |
| Multiplo |      | Züchter: Olter Srl | j                               |
| Multiset |      | | j                               |
| Multivalens |      | | g, h                            |
| Multix |      | Züchter: Syngenta Seeds B.V. | j, o                            |
| Multolino |      | | j                               |
| Multy |      | | j                               |
| Müncheberger Frühtomate                                                                                             |      | | c, g, h                         |
| Mundi |      | Züchter: Western Seed España, S.A. | j, o                            |
| Muoging Tao |      | | c, d                            |
| Murano |      | Züchter: Vilmorin Sa (Fr) | j                               |
| Murdoch |      | Züchter: Rijk Zwaan Zaadteelt En Zaadhandel Bv (Nl) | j                               |
| Murietta |      | | j                               |
| Muril |      | | j                               |
| Murillo |      | Züchter: Archa Holding B.V. | j                               |
| Murphy |      | Züchter: Syngenta Seeds B.V. | j                               |
| Murrieta II |      | Züchter: Harris Moran Seed Company | j, o                            |
| Murza |      | Züchter: Gavrish Sergej Fedorovich, Morev Viktor Vasilievich, Amcheslavskaya Elena Valentinovna, Degovtsova Tatiyana Vladimirovna | j                               |
| Muscade |      | Züchter: Gautier Semences Sas (Fr) | j                               |
| Muscat |      | | c, d                            |
| Muscato |      | Züchter: Zeraim Gedera Ltd (Il) | j                               |
| Muscoloso |      | Züchter: Syngenta Seeds B.V. | j                               |
| Muscotel |      | | j                               |
| Musella |      | | j                               |
| Music |      | Züchter: Novartis Seeds Bv (Nl) | j                               |
| Muskat |      | Züchter: Potapov Pavel Nikolaevich, Zizina Yana Fedorovna | j                               |
| Muskovite |      | | g, h                            |
| Mussa |      | Züchter: Syngenta Seeds B.V. | j, o                            |
| Must (oder: Clx-37136)                                                                                              |      | Züchter: Clause Semences Sa (Fr) | j                               |
| Mustang |      | | c, g, h, j                      |
| Mutabilis |      | | g, h                            |
| Muzhenek |      | Züchter: Lukiyanenko Anatolij Nikitovich, Dubinin Sergej Vladimirovich, Dubinina Irina Nikolaevna | j                               |
| Mx5017 |      | | j                               |
| My Family (oder: Moya Semya)                                                                                        |      | | e                               |
| Mykonos |      | | j                               |
| Myla |      | Züchter: Syngenta Seeds B.V. | j, o                            |
| Mylar |      | Züchter: Semillas Fito, S.A. | j                               |
| Mylène |      | | j                               |
| Myny |      | Züchter: Syngenta Seeds B.V. | j, o                            |
| Myona |      | | c, d, k                         |
| Myowna Orange |      | | d                               |
| Mypal |      | | j                               |
| Myra |      | Züchter: Moran Shelef | j, o                            |
| Myriade |      | Züchter: Graines Gautier Sa (Fr) | j                               |
| Myrina |      | Züchter: Rijk Zwaan Zaadteelt En Zaadhandel B.V. | j, o                            |
| Myrto |      | | a, c, j                         |
| Mystery Keeper |      | | c, d                            |
| Mystique |      | Züchter: Hazera Genetics | j, o                            |
| Mystro |      | Züchter: Sunseeds Company | j, o                            |
| Mythos |      | Züchter: Sunseeds Ltd | j                               |
| Mytos |      | | j                               |